# Panavia Tornado
El Panavia Tornado és un avió de combat bimotor amb ala de geometria variable que va ser desenvolupat conjuntament pel Regne Unit, Alemanya Occidental i Itàlia els anys 1970. Es van crear tres versions principals d'aquest avió: el caça bombarder Tornado IDS, l'avió de supressió de defenses aèries enemigues Tornado ECR i l'interceptor Tornado ADV.
El Tornado va ser desenvolupat i fabricat per Panavia Aircraft GmbH, un consorci trinacional format per les empreses British Aerospace (anteriorment British Aircraft Corporation) del Regne Unit, MBB d'Alemanya i Alenia Aeronautica d'Itàlia. El seu primer vol va tenir lloc el 14 d'agost de 1974, entrant en servei entre 1979 i 1980. A causa del seu caràcter polivalent, va ser capaç de reemplaçar a diversos models diferents d'aeronaus en les forces aèries que el van adoptar. La Real Força Aèria Saudita va ser l'únic operador d'exportació del Tornado a part de les forces aèries dels països socis. Després de l'entrada en servei de l'avió, la col·laboració també s'ha mantingut amb l'engegada d'una unitat d'entrenament i avaluació trinacional (Tri-National Tornado Training Establishment) a la base de la RAF Cottesmore, Anglaterra.
El Tornado es va estrenar en combat el 1991 durant la Guerra del Golf amb la Real Força Aèria (RAF) britànica, amb l'Aeronàutica Militar Italiana i també amb la Real Força Aèria Saudita, on va dur a terme nombroses missions d'atac mitjançant incursions a baixa altitud. També va ser àmpliament usat en conflictes posteriors com la Guerra de Bòsnia, la Guerra de Kosovo, la Guerra de l'Iraq o l'intervenció militar a Líbia de 2011, així com en missions a l'Afganistan i el Iemen. En total, incloent totes les versions fabricades per als tres socis del programa i per Aràbia Saudita, s'han fabricat 991 exemplars.

## Desenvolupament

### Projecte AFVG

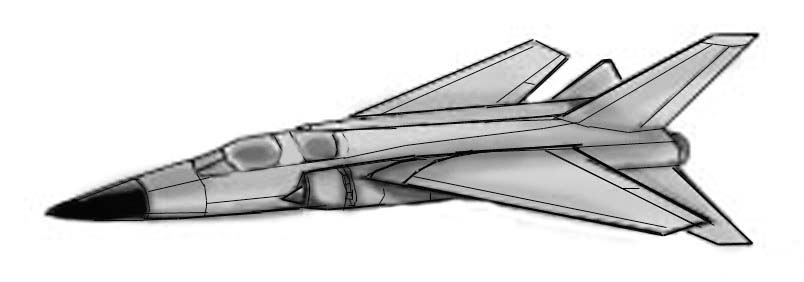
Disseny conceptual del projecte AFVG de 1965.

Durant els anys 1960, els dissenyadors aeronàutics estudiaven dissenys amb ales de geometria variable per combinar la maniobrabilitat i l'eficiència en creuer de les ales rectes amb la velocitat de les ales en fletxa. En aquella època el Regne Unit havia cancel·lat el programa de desenvolupament del BAC TSR-2 i posteriorment l'adquisició d'avions F-111K, per la qual cosa encara estava buscant un reemplaçament per als seus avions de bombardeig Avro Vulcan i atac Blackburn Buccaneer. El Regne Unit i França havien iniciat el 1965 el projecte AFVG (Anglo French Variable Geometry, Geometria Variable Anglo Francesa), però havia acabat amb la retirada francesa el 1967. Els britànics van continuar desenvolupant un avió de geometria variable similar al proposat AFVG, i buscaven nous socis amb la finalitat de dur-lo a terme.

### Projecte MRCA

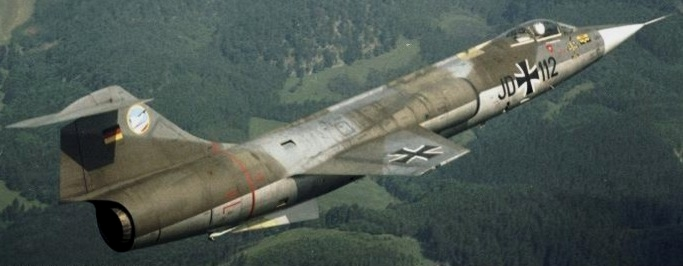
Un F-104G Starfighter de la Luftwaffe volant el 1965, el projecte MRCA es va crear per substituir aquest model en diverses forces aèries.

El 1968, Alemanya Occidental, els Països Baixos, Bèlgica, Itàlia i el Canadà van formar un grup de treball per examinar substituts pel Lockheed F-104 Starfighter; inicialment va ser denominat MRA (Multi Role Aircraft, Avió Polivalent) però posteriorment va rebre la denominació MRCA (Multi Role Combat Aircrat, Avió de Combat Polivalent). Tots els països socis tenien flotes envellides que necessitaven reemplaçar, però com les necessitats eren tan diverses es va decidir desenvolupar un únic avió que pogués realitzar una sèrie de missions que prèviament eren dutes a terme per un conjunt d'aeronaus diferents. El Regne Unit es va unir al grup MRCA el 1968, representat pel Vicemariscal de l'Aire Michael Giddings, signant-se un memoràndum d'acord entre el Regne Unit, Alemanya Occidental i Itàlia el maig de 1969. Al final de 1968, les possibles compres dels sis països ascendien a 1.500 avions en total, però Canadà i Bèlgica van abandonar el programa abans que se signessin els compromisos a llarg termini; Canadà va considerar el projecte políticament desagradable, ja que va haver-hi una percepció en els cercles polítics que gran part de les especificacions i de la fabricació estava concentrada en Europa Occidental. D'altra banda, Bèlgica havia acceptat l'oferta proposada per França del Dassault Mirage 5, que va propiciar el dubte sobre si el MRCA valdria la pena des del punt de vista operacional belga.
Conceptualment, el projecte MRCA pretenia produir un avió per dur a terme missions d'atac tàctic, reconeixement, defensa aèria i atac marítim, permetent el reemplaçament de múltiples avions que en aquest moment es trobaven en servei als països socis. Durant la definició de l'avió, es van estudiar diversos conceptes que incloïen dissenys alternatius amb ala fixa i amb un o dos motors. Els quatre països socis restants —Regne Unit, Alemanya, Itàlia, i els Països Baixos— van formar el consorci Panavia Aircraft GmbH el 26 de març de 1969. No obstant això els Països Baixos van abandonar el projecte el 1970, al·legant que l'avió era massa complicat i tècnic per a les preferències de la Real Força Aèria dels Països Baixos, que buscava un avió senzill amb maniobrabilitat excepcional. El projecte va rebre un cop addicional quan el 1972 Alemanya va reduir el requeriment d'avions de 600 inicials a 324, gairebé la meitat.

### Acord final

Escarapel·la trinacional formada per les banderes dels tres països socis, va ser usada en avions prototip i presèrie.

En l'acord final, el Regne Unit i Alemanya Occidental es van quedar amb una participació en el desenvolupament del 42,5% cadascun, mentre que el 15% restant va ser per a Itàlia; aquesta divisió del treball de desenvolupament va ser fortament influenciada pel regateig polític internacional. Els percentatges de càrrega de treball de producció van variar significativament: 47,6% Regne Unit, 40% Alemanya i 12,4% Itàlia. El fuselatge frontal i el conjunt de cua van ser assignats a la companyia aeronàutica britànica BAC (convertida en British Aerospace a partir de 1977); el fuselatge central a l'alemanya MBB (DASA a partir de 1989); i les ales a la italiana Aeritalia (Alenia Aeronautica a partir de 1990). De manera similar, es va emprar el treball compartit entre les tres nacions per a la producció dels motors, l'equipament general i la aviònica. Al juny de 1970 es va formar una companyia multinacional independent, Turbo Union, per desenvolupar i fabricar els motors RB199 per a l'avió, la propietat del qual va quedar repartida de forma similar: un 40% de la britànica Rolls-Royce, un altre 40% de l'alemanya MTU i un 20% de la italiana FIAT.

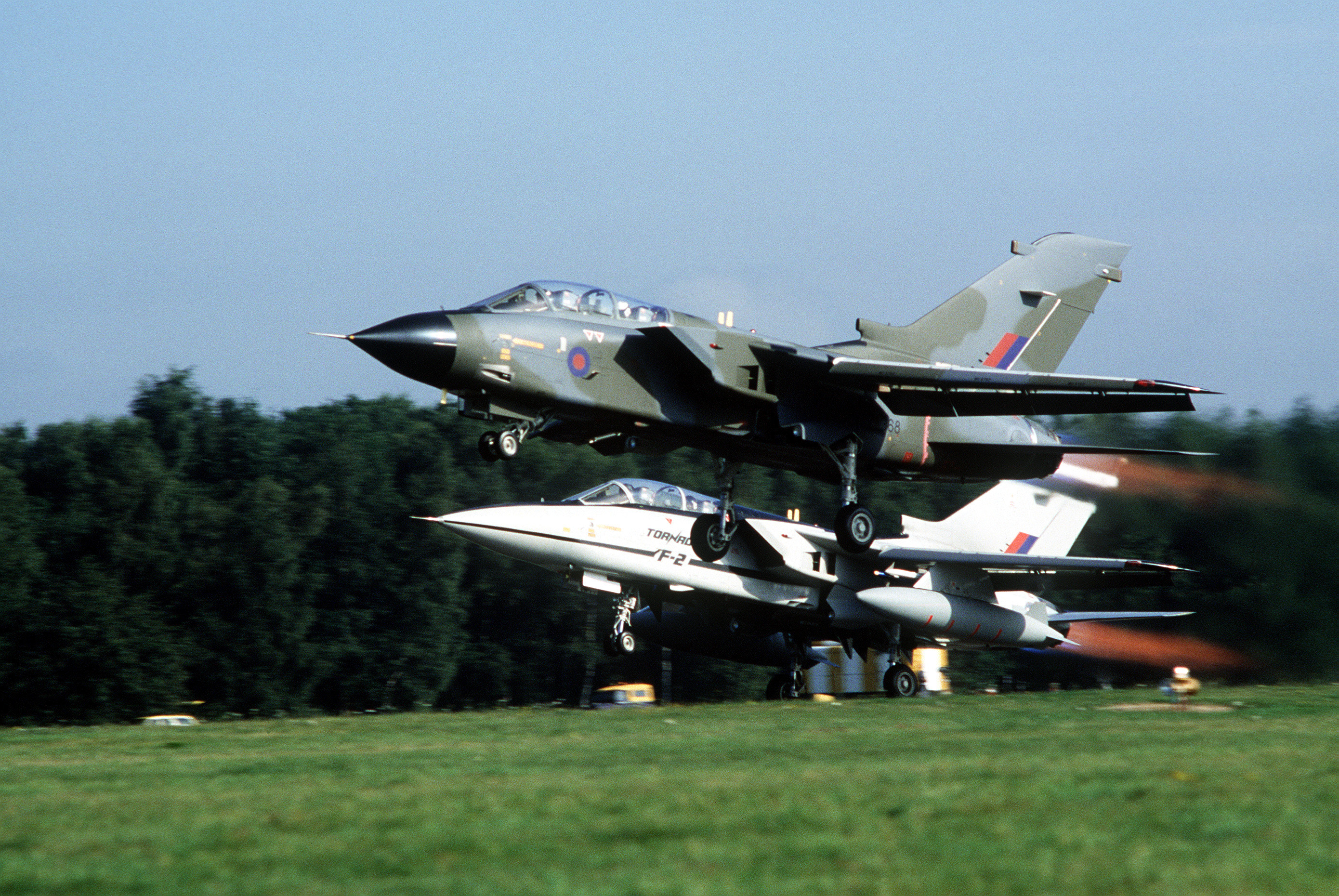
Enlairament en formació d'un Tornado IDS GR.1 i un prototip de Tornado ADV F.2 de la RAF.

En la conclusió de la fase de definició el projecte el maig de 1970 els dissenys conceptuals es van reduir a dos: el monoplaça denominat Panavia 100, que inicialment era preferit per Alemanya Occidental, i el biplaça Panavia 200, que era preferit per la Real Força Aèria britànica i es convertiria en l'avió a desenvolupar, denominat oficialment PA-200 Tornado el setembre de 1974. El setembre de 1971 els tres governs van signar un document d'intenció de procedir (ITP). En aquest moment l'aeronau va ser destinada únicament per a la missió d'atac a baixa cota, on va ser vist com una amenaça viable per a les defenses soviètiques. Aquesta primera versió seria coneguda com a Tornado IDS (abreujament en anglès de Interdictor / Strike, en català: "Interdictor / Atac"). El Cap de l'Estat Major de Defensa britànic va anunciar que «uns dos terços de la línia frontal de combat estarien compostes d'aquest únic model d'avió bàsic». D'altra banda, es va continuar el desenvolupament de la versió Tornado ADV, un interceptor per la Real Força Aèria britànica.

### Tornado ADV

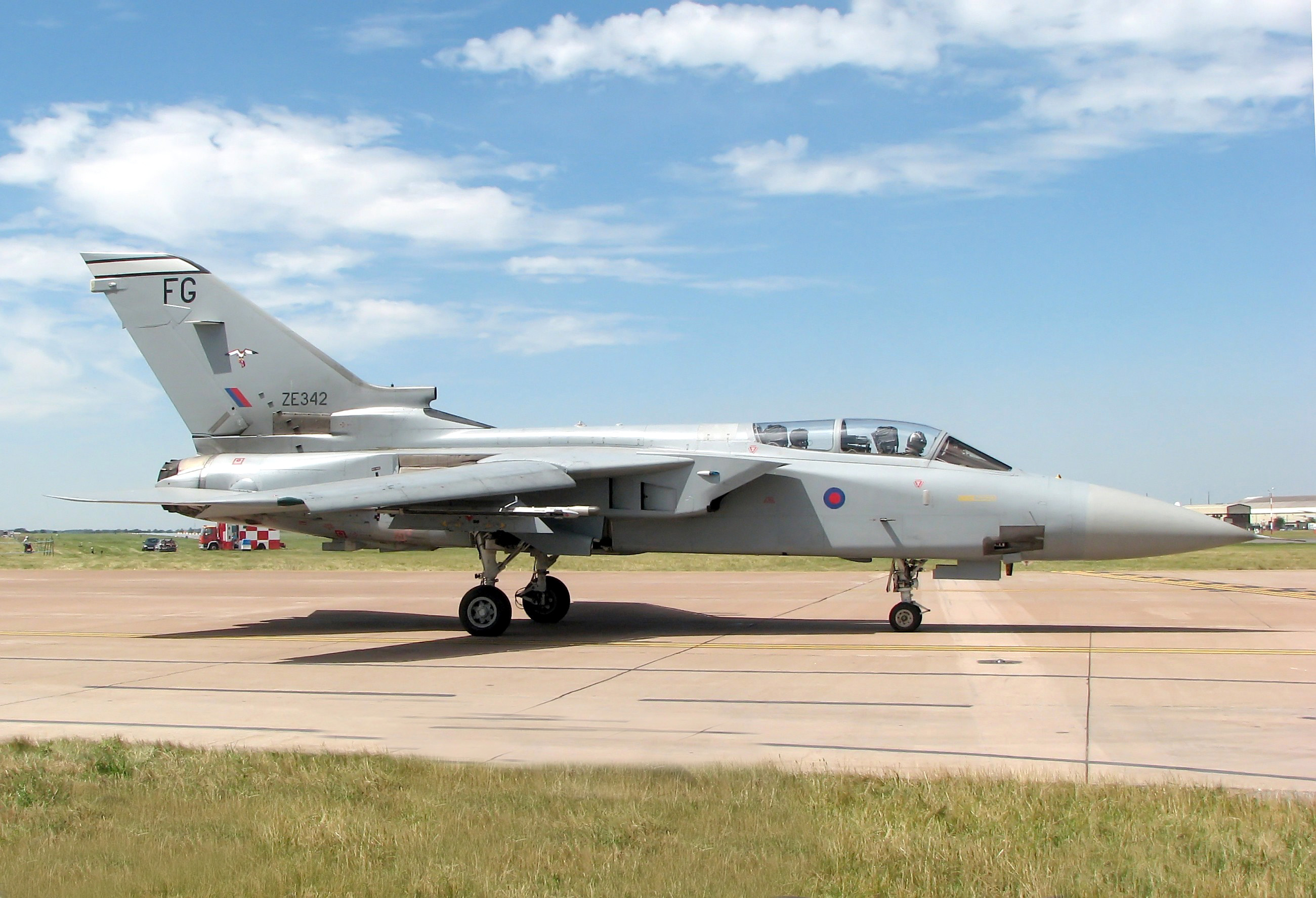
Tornado F.3 britànic preparat per enlairar-se en l'exhibició RIAT de 2006.

El Tornado ADV (Air Defence Variant, en català: "Variant de Defensa Aèria") va ser desenvolupat per complir amb el requeriment ASR.395 (Air Staff Requirement 395) de la RAF d'un interceptor de llarg abast per reemplaçar als models Lightning F.6 i Phantom FGR.2. Al començament del projecte MRCA el 1968, el Regne Unit ja tenia la intenció de desenvolupar el Tornado en la funció d'interceptor. El seu desenvolupament va ser aprovat el 4 de març de 1976, sent British Aerospace l'empresa encarregada. Aquest mateix any es van descobrir temptatives d'espionatge de la Unió Soviètica sobre el caça en desenvolupament.

### Prototips
Es van construir deu prototips de la versió IDS, assignats de la següent manera: cinc al Regne Unit, incloent un entrenador i un exemplar per a proves en terra, tres a Alemanya i dues a Itàlia. El primer prototip, el P.01 assignat a Alemanya amb matrícula D9591, va realitzar el seu primer vol el 14 d'agost de 1974 amb Paul Millett i Nils Meister com a tripulants de proves. Tots els prototips estaven plenament instrumentats, i a més tots portaven un complet equip de prova capaç de monitorar 460 paràmetres de l'aeronau. Aquest sistema també era capaç de transmetre fins a 150 paràmetres en un moment donat a una estació en terra.
D'altra banda, i uns anys més tard, el Regne Unit va produir tres prototips de la versió ADV sota la designació de versió F.2, les seves matrícules eren ZA254, ZA267 i ZA283. El primer prototip, l'A.01 ZA254, va ser presentat a l'Aeròdrom de Warton el 9 d'agost de 1979 i va volar per primera vegada el 27 d'octubre d'aquest mateix any. Es va fer amb David Eagles com a pilot de proves i Roy Kenward com a observador de prova en vol.

### Preproducció
Es van construir sis exemplars de pre-producció de la versió IDS, assignats de la següent manera: tres a Alemanya, dos al Regne Unit i un a Itàlia. Aquests exemplars van incloure diverses modificacions fins a aconseguir l'estàndard de producció. L'avió de pre-sèrie Pg.16 98+03 posteriorment es convertiria en el prototip de la versió de guerra electrònica Tornado ECR, versió que va volar per primera vegada el 18 d'agost de 1988.
De la versió ADV es va fer una comanda inicial de divuit avions F.2, sent els sis primers produïts de la versió d'entrenament F.2T. No obstant això, durant la seva producció es va acabar una nova versió del motor RB199 que va fer variar la cadena de producció. Aquesta nova versió del motor, designada RB199-34R Mk.104, va incorporar una tovera més gran que produïa una embranzida significativament major. El nou motor era aproximadament 35 centímetres més llarg que el Mk.103 i l'avió requeria una modificació de l'estructura abans de poder-lo instal·lar. El prototip A.02 ZA267 va ser el primer exemplar a volar utilitzant els nous motors i, per tant, es va convertir en el prototip de la versió F.3.

### Producció
El contracte per al Lot 1 de producció en sèrie es va signar el 29 de juliol de 1976. El 5 de juny de 1979 es va lliurar el primer avió a la Real Força Aèria britànica i l'endemà la Luftwaffe alemanya va rebre el seu primer exemplar. El primer Tornado italià va ser lliurat més tard, el 25 de setembre de 1981. El 29 de gener de 1981, es va inaugurar oficialment el TTTE (Tri-national Tornado Training Establishment, Establiment d'Entrenament del Tornado Trinacional) a la base RAF Cottesmore, que va romandre actiu entrenant pilots de tots els països usuaris del Tornado fins al 31 de març de 1999. El 500è Tornado produït va ser lliurat a Alemanya Occidental el 19 de desembre de 1987.

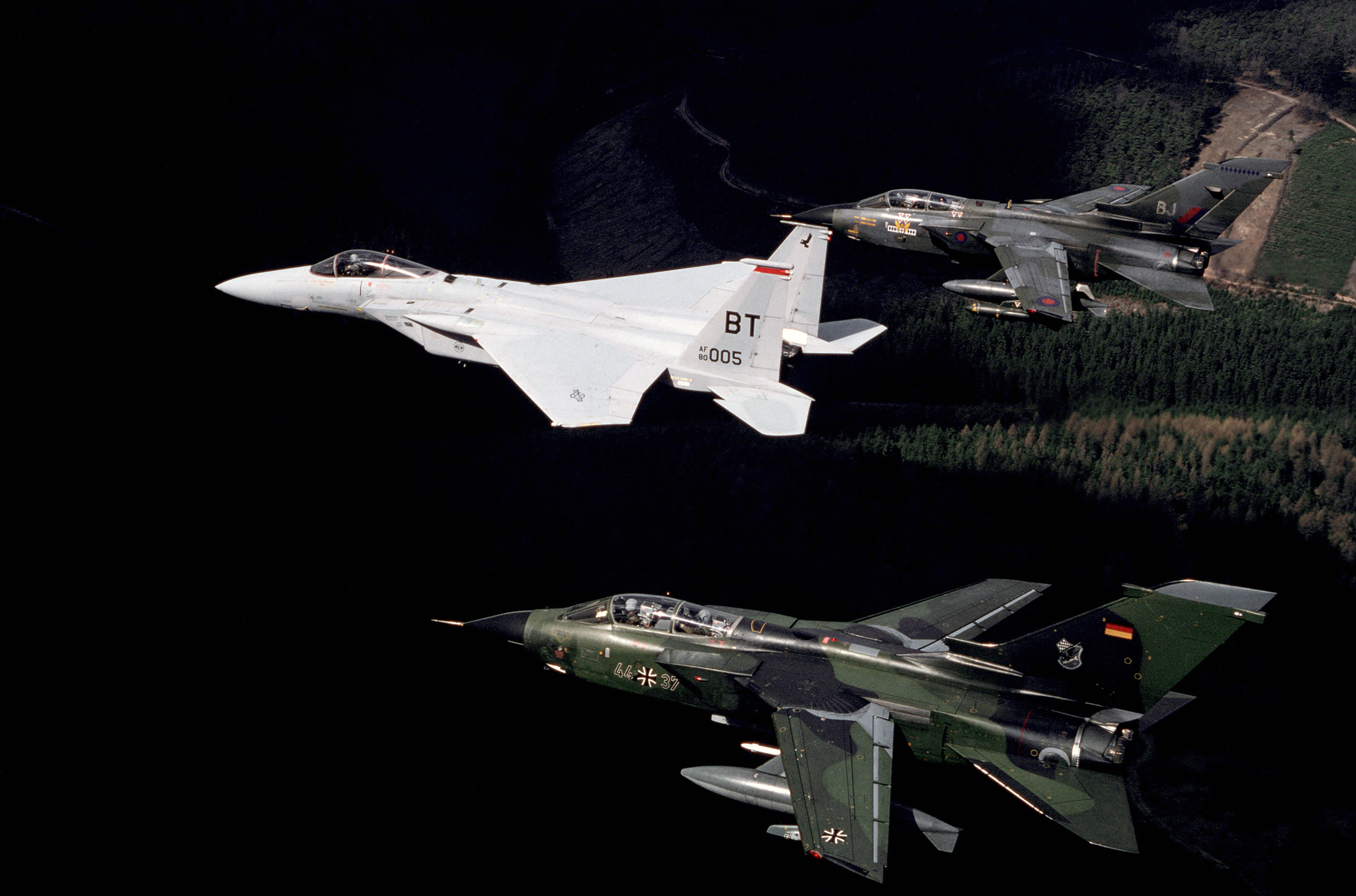
Formació que inclou un F-15C Eagle de l'USAF, un Tornado alemany i un Tornado britànic el 1987.

Es van buscar clients per a l'exportació després que la República Federal d'Alemanya retirés les seves objeccions a exportar l'avió, però Aràbia Saudita va ser l'únic dels quatre clients que van sorgir que va concretar la seva comanda, ja que els altres le van cancel·lar. L'acord de compra del Tornado va ser part dels controvertits contractes de venda d'armament Al Yamamah entre BAE Systems i el Govern Saudita. Oman s'havia compromès a comprar vuit avions Tornado ADV i l'equipament per operar amb ells per un valor total de 250 milions de lliures el 14 d'agost de 1985, però va cancel·lar la comanda en 1990 a causa de dificultats financeres. Jordània havia realitzat una comanda de vuit avions Tornado IDS però també va cancel·lar l'encàrrec per dificultats financeres. I Malàisia havia encarregat dotze aparells Tornado, reduïts posteriorment a vuit, però el 21 de maig de 1990 es va anunciar que el govern de Malàisia havia cancel·lat la seva comanda al complet, convertint-se al tercer país a cancel·lar la compra d'aquest avió.
D'altra banda, Austràlia va considerar l'adquisició del Tornado per reemplaçar els seus caces Dassault Mirage III, però en el seu lloc va triar el McDonnell Douglas F/A-18 Hornet. Espanya va avaluar el Tornado com a candidat pel Programa FACA però va ser descartat i finalment també va triar el Hornet (EF-18). La República de la Xina (Taiwan) va mostrar interès a adquirir la variant Tornado ECR però no va concretar cap comanda.
La producció del Tornado va finalitzar el setembre de 1998; l'últim avió, un IDS per la Real Força Aèria Saudita, va ser completat per British Aerospace aquest any. El 2008, la revista Air Forces Monthly va qualificar al Tornado com «durant més d'un quart de segle... l'avió militar més important a Europa Occidental».
| Exemplars produïts per lot / país. |       |       |       |       |       |       |       |       |       |       |
|                                    | Lot 1 | Lot 2 | Lot 3 | Lot 4 | Lot 5 | Lot 6 | Lot 7 | Lot 8 | Lot 9 | Total |
| Regne Unit                         | 23    | 55    | 68    | 80    | 54    | 68    | 67    |       |       | 415   |
| Alemanya                           | 17    | 40    | 68    | 64    | 70    | 63    | 35    |       |       | 357   |
| Itàlia                             |       | 15    | 28    | 27    | 29    |       |       |       |       | 99    |
| Aràbia Saudita                     |       |       |       |       | 20    | 24    | 28    |       | 48    | 120   |
| Total                              | 40    | 110   | 164   | 171   | 173   | 155   | 130   | 0     | 48    | 991   |

### Capacitat nuclear
El Tornado també té capacitat de llançar armes nuclears. El 1979 el Regne Unit estava considerant reemplaçar els seus míssils balístics llançats des de submarins Polaris, sigui amb submarins equipats amb míssils Trident o alternativament usant el Tornado com a principal portador del seu dessuador nuclear. A pesar que el Trident es va convertir en l'arma estratègica de dissuasió nuclear del Regne Unit, es van assignar esquadrons d'avions Tornado sota comandament del Comandant Aliat Suprem a Europa (SACEUR) amb base a Alemanya per a la missió d'atacar una hipotètica gran ofensiva soviètica emprant tant armes convencionals com a bombes nuclears WE.177. En el context de la Guerra Freda, als Tornado IDS d'Alemanya i Itàlia se li va afegir la capacitat de portar bombes nuclears B61 de l'arsenal estatunidencs en cas de guerra nuclear.

## Disseny

### Visió general
El Tornado va ser dissenyat com un bombarder supersònic d'atac a terra a baixa cota, de pes mitjà, bimotor, capaç d'enlairar-se i aterrar en distàncies curtes, per poder operar en bases aèries de països aliats. Això requereix bones característiques de vol tant a alta velocitat i gran altitud, com a baixa velocitat i altitud, on l'aire és més dens, humit i pesant, i generalment es necessiten dos tipus diferents d'avions de combat, per poder tenir major avantatge en un combat aeri a diferent velocitat i altitud.
Per aconseguir que un avió tingui un bon rendiment a gran velocitat, normalment es dissenya amb ales en forma de fletxa amb un angle molt agut o de delta. No obstant això, aquests dissenys d'ala són molt ineficients a baixes velocitats i baixa altitud, especialment al moment de l'aterratge, presenten pèrdua de sustentació si redueixen molt la velocitat al moment de l'aterratge i en inclinar la nau en un angle agut.
Perquè un avió es comporti eficaçment a velocitats altes i baixes, convé una configuració de geometria variable, que és el que es va incorporar en el disseny del Tornado. Com a desavantatge lògic, aquests sistemes resulten més complicats i cars de mantenir, són pesants i és necessari fabricar un avió més gros, d'alt cost de producció i alt cost operatiu.
Amb les ales retretes cap enrere, el Tornado IDS augmenta la seva capacitat de vol a alta velocitat i a baixa altitud, mitjançant la reducció de la resistència aerodinàmica. Quan es retreuen, les ales s'introdueixen parcialment en el fuselatge, reduint la superfície alar i la secció frontal d'ala exposada. Això fa que l'aeronau sigui poc sensible a vents turbulents de baix nivell, fent molt més còmode el vol a la tripulació i convertint a l'avió bombarder, en una plataforma més estable des de la qual apuntar i llançar bombes no guiades a baixa altitud, i aconseguint volar a una gran velocitat per la menor resistència a l'aire, sense augmentar el consum de combustible i aconseguint reduir la seva marca de radar i marca tèrmica.

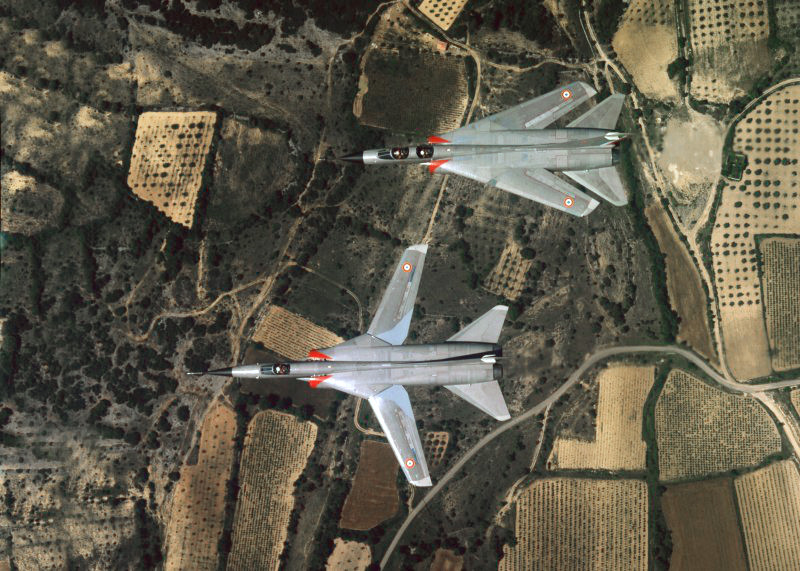
Dos prototips Dassault Mirage G, un en configuració fletxa màxima i un altre en fletxa mínima, amb ales de geometria variable.

També és possible millorar el seu rendiment de vol, en les missions de llarg abast amb vols a gran altitud i velocitat, on l'aire és més lleuger, prim i és necessari canviar el rendiment de la nau, on els avions d'ala delta tenen un major avantatge, com el Dassault Mirage 2000, això permet reduir el seu consum de combustible durant les missions de penetració profunda en territori enemic, augmentar el rang operatiu de les missions de combat i millorar la maniobrabilitat de l'avió en diferents altituds operatives, on les ales es poden retreure i estendre en forma automàtica, segons les necessitats de vol, clima i les missions de combat.
En vols a baixa altitud i velocitat, es poden estendre les ales per millorar la seva maniobrabilitat i facilitar les operacions d'aproximació a la pista d'aterratge, aconseguint reduir la velocitat per a l'aterratge i reduir l'extensió necessària de la pista d'aterratge, per permetre les seves operacions en diverses pistes d'aterratge de bases militars de països aliats membres de l'OTAN i aeroports civils, això també li podria permetre participar en missions de combat contra altres avions de combat, en la missió d'escorta de bombarders de llarg abast, amb una gran capacitat de supervivència, en augmentar la superfície alar, augmenta també la sustentació, pot reduir la velocitat sense perdre sustentació, millora la maniobrabilitat de l'avió i aconseguir realitzar girs tancats, com un avió de combat convencional, alguna cosa molt difícil d'aconseguir per a un avió bombarder convencional.
L'avió va ser dissenyat per estar basat en terra i operar des de grans aeròdroms, que poden ser considerats com a vulnerables a atacs aeris. Per tant, durant el desenvolupament de l'aeronau, es va considerar essencial la capacitat d'aterratge en pistes curtes, amb la finalitat de que pogués operar sobre trossos curts de pistes potencialment danyades, sobre pistes de rodatge, pistes secundàries i carreteres. Amb les ales completament desplegades, el Tornado IDS genera major sustentació a causa de la major superfície alar exposada i a l'ús dels dispositius hipersustentadors flaps i slats en tota l'envergadura de l'ala, que millora la seva maniobrabilitat a baixa altitud i velocitat.
Això genera una major sustentació a menor velocitat, reduint la velocitat d'aterratge mínima requerida i, per tant, permetent distàncies d'aterratge més curtes i segures, això augmenta la vida operativa de l'avió, evita danys al tren d'aterratge i el fuselatge, quelcom molt comú en els avions dissenyats per tenir alta velocitat, que necessiten mantenir-se volant a alta velocitat per aconseguir aterrar sense perdre sustentació i necessiten pistes d'aterratge de primer nivell, amb gran extensió per poder aterrar i detenir l'avió, fins i tot amb el desplegament de paracaigudes de frenat.
Per ajudar més encara a millorar aquesta característica d'aterratge en pistes curtes i no preparades, es van equipar motors amb embranzida inversa, sent el Saab 37 Viggen suec l'únic caça amb el qual comparteix aquesta característica. Els inversors d'embranzida són petites cobertes que s'estenen des del fuselatge central, al costat dels motors bessons, sobre la sortida de fuita de gasos dels motors, perquè els gasos de fuita dels motors canviïn el seu flux cap endavant, aconseguint reduir la velocitat de l'avió, com ho fan els motors dels moderns avions de transport de passatgers, amb les cobertes sobre els motors, provoquen l'aparició de sutge en la part baixa de l'estabilitzador vertical.
És un avió bombarder de disseny biplaça, bimotor, gran i pesant, amb el pilot i l'Oficial de Sistemes Defensius, asseguts en tàndem un davant d'un altre, per treballar junts en les missions d'atac a terra, llançar bombes de precisió de guia làser i GPS, míssils creuer, míssils navals, bombes convencionals de caiguda lliure i bombes de dispersió, amb vols rasants a gran velocitat, volant baix entre les muntanyes per mantenir-se ocult als senyals de radars enemics i amb capacitat de vol nocturn, en tota mena de clima sense necessitat de suport dels radars de base en terra; també pot efectuar missions d'atac nuclear de llarga distància, per la qual cosa la seva entrada operativa va reemplaçar en forma programada als avions bombarders d'Anglaterra Avro 698 Vulcan i també pot efectuar missions d'atac a baixa altitud, en missions de penetració profunda sobre territori enemic, per la qual cosa també reemplaça les funcions operatives del famós avió d'atac a terra supersònic SEPECAT Jaguar, formant una moderna ala de combat amb el nou caça polivalent Eurofighter Typhoon com a avió escorta.

### Motor
El Regne Unit va considerar essencial l'elecció de Rolls-Royce per desenvolupar l'avançat motor pel MRCA, i es va oposar fermament a l'ús d'un motor de fabricació estatunidenca, fins al punt que el Regne Unit es podria haver retirat arran d'una elecció diferent. El setembre de 1969 va ser seleccionat el motor RB199 proposat pel fabricant britànic, un avantatge sobre l'opció de la competència estatunidenca era que s'havia acordat una transferència de tecnologia als països socis; el motor anava a ser desenvolupat i produït per una companyia conjunta, Turbo-Union. El programa es va retardar a causa de l'entrada en fallida de Rolls-Royce el 1971 que va portar a la seva estatització, però el procés de col·laboració multinacional va ser beneficiós per evitar una interrupció important al programa Tornado.
En l'etapa inicial d'introducció en servei, les pales de la turbina del motor tenien una vida curta, aquest problema va ser rectificat mitjançant l'actualització dels primers motors per noves versions que es van fer del motor. La versió final de producció complia els estàndards de fiabilitat i rendiment, encara que els costos de desenvolupament van ser majors del previst inicialment, en part a causa dels ambiciosos requisits de rendiment. Es va idear un model de major potència, destinat a la variant de defensa aèria del Tornado, però no va arribar a ser sol·licitat.
| Versions del Turbo-Union RB199 que equipen els Tornado |                         |                   |                               |
| Model                                                  | Equipat en              | Embranzida normal | Embranzida amb post-combustió |
| RB199-34R Mk.101                                       | IDS, fins a Lot 3       | 35,79 kN          | 71,13 kN                      |
| RB199-34R Mk.103                                       | IDS, Lot 4 i posteriors | 42,95 kN          | 75,27 kN                      |
| RB199-34R Mk.104                                       | ADV F.3                 | 40 kN             | 75,57 kN                      |
| RB199-34R Mk.105                                       | ECR                     | 43,15 kN          | 81,4 kN                       |

### Cabina i controls

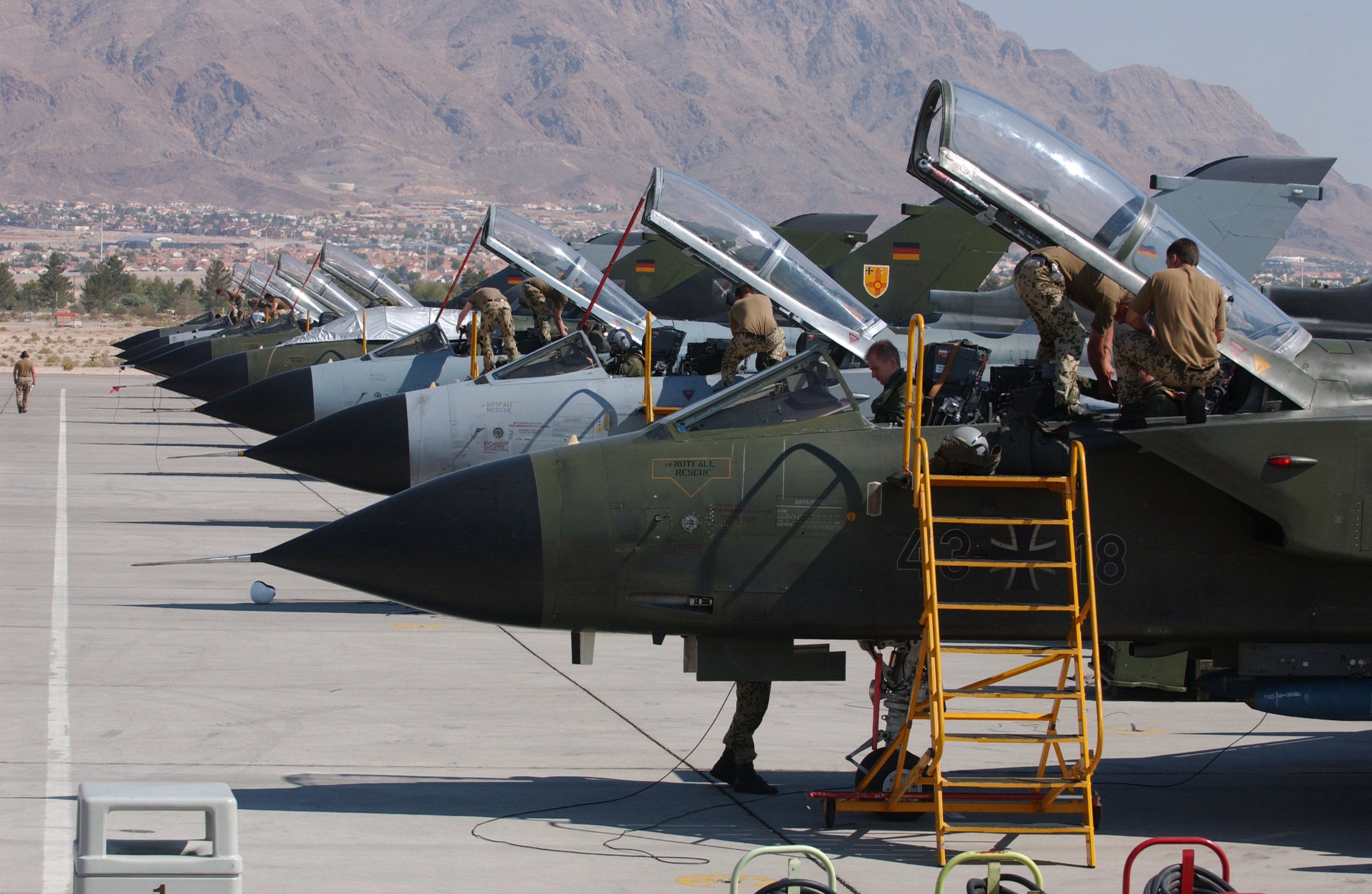
Tornados IDS alemanys durant els entrenaments Red Flag de 2007 en la Nellis AFB, Nevada.

La cabina té un disseny convencional amb un volant de control i comandament de gasos a la mà esquerra. Té control per senyals elèctrics de triple redundància amb un sistema mecànic de reserva. Quan el pilot vol volar a baixes velocitats utilitza una palanca de selecció en la cabina per desplegar les ales, maximitzant la sustentació. Per volar més ràpid en les missions de combat, les ales es repleguen cap enrere per reduir la resistència a l'aire. En vol el Tornado GR.4 es pot configurar en tres angles de fletxa —25, 45 i 67 graus— amb un rang de velocitats adequat a cadascuna d'aquestes posicions.
L'angle de la fletxa també es pot variar automàticament en funció de la càrrega que porti l'aparell, ja que aquesta afecta també a la sustentació i a la resistència de l'avió, en retreure les ales es redueix l'àrea i grandària de les ales, també es redueix la sustentació en l'aire i capacitat de càrrega, a mesura que redueix el pes pel consum de combustible i en alliberar les armes durant l'atac, les ales es poden retreure més encara en forma automàtica, per augmentar la velocitat i reduir el consum de combustible, augmentant el seu rang operatiu.

### Radar
El Tornado IDS incorpora un radar combinat de navegació i atac Decca Doppler Tipus 72 que realitza simultàniament activitats de recerca, traçat de mapes i seguiment del terreny, el seu abast màxim és de 240 km. Dissenyat per a les missions d'atac a terra, té una capacitat de combat aire-aire limitada que només permet l'ús de míssils aire-aire de curt abast AIM-9 Sidewinder o AIM-132 ASRAAM. En canvi, l'interceptor ADV té un sistema de radar diferent, l'AI.24 Foxhunter fabricat per GEC-Marconi i Ferranti, capaç de rastrejar contínuament 20 blancs aeris a distàncies de fins a 160 quilòmetres. Aquest radar li dona a l'ADV la capacitat de combatre «més enllà de l'abast visual» utilitzant míssils aire-aire de llarg abast Skyflash o AIM-120 AMRAAM.

### Sistemes d'armes

#### IDS / ECR
L'armament intern del Tornado IDS consisteix en dos canons automàtics Mauser BK-27, de calibre 27 mm, que tenen una cadència de tir seleccionable entre 1000 o 1700 trets per minut. Estan situats en els laterals de la part baixa del morro de l'avió i cadascun disposa d'una munició de 180 projectils.
En l'exterior disposa de fins a deu punts d'ancoratge. Sota el fuselatge té tres pilons amb un total de set punts d'ancoratge, que es poden usar com a quatre suports de càrrega lleugera o tres de càrrega pesant. Sota les ales té quatre pilons mòbils (per contrarestar la rotació de les ales) i dos llançadors de míssils aire-aire de curt abast acoblats en els laterals interns dels pilons centrals.
En aquests suports pot carregar un conjunt d'armament llançable aire-superfície, dos míssils aire-aire de curt abast per a autodefensa, un màxim de quatre dipòsits de combustible externs i també diversos tipus de contenidors (pods). En la següent taula es mostra tota la càrrega externa que es pot muntar en un Tornado IDS / ECR i els països operadors.
| Armament aire-aire |                                              |
| Míssils de curt abast | AIM-9 Sidewinder · AIM-132 ASRAAM · IRIS-T   |
| Armament aire-superfície                                                                                                   |                                              |
| Míssils antibuc | AS.34 Kormoran · Sigui Eagle                 |
| Míssils antirradiació | AGM-88 HARM · ALARM                          |
| Míssils antitancs | Brimstone                                    |
| Míssils de creuer | Storm Shadow · Taurus KEPD 350               |
| Bombes guiades | Paveway II · Paveway III · Paveway IV · JDAM |
| Bombes de caiguda lliure o retardades                                                                                      | Diversos tipus                               |
| Bombes de dispersió | BL755 · MW-1 · JP233                         |
| Bombes nuclears | B61 · WE.177                                 |
| Tancs auxiliars |                                              |
| Un màxim de quatre tancs de combustible externs de 2.250 litres. Un buddy d'abastament de 1.136 litres en el piló central. |                                              |
| Contenidors |                                              |
| Apuntadors de blancs | LITENING · CLDP · TIALD                      |
| Reconeixement | RECCE · RAFAEL Reccelite · DJRP · RAPTOR     |
| Contramesures electròniques                                                                                                | Sky Shadow · TSPJ                            |
| Dispensador de chaff i bengales                                                                                            | Bofors BOZ-107 · Saab BOZ-EC                 |

#### ADV

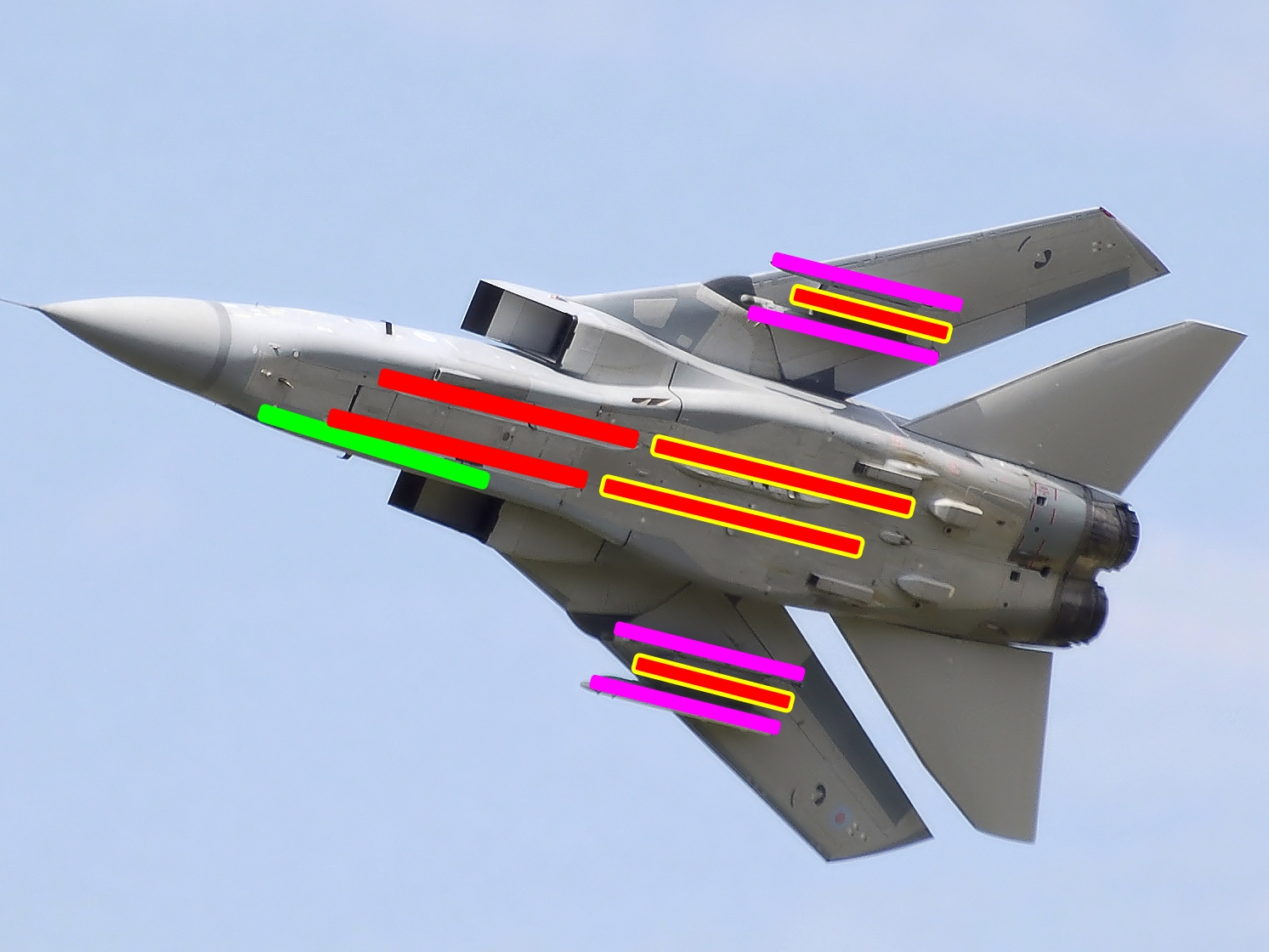
Pilons d'ancoratge.
Amb capacitat per dipòsits de combustible.
Llançadors de míssils aire-aire.
Posició del canó intern.

Com a armament intern, el Tornado ADV té només un dels canons Mauser BK 27 de calibre 27 mm situat en el lateral dret del fuselatge frontal de l'avió i disposa d'una munició de 180 projectils.
A l'exterior la versió F.3 disposa de fins a deu punts d'ancoratge, quatre d'ells situats sota el fuselatge per míssils aire-aire de mitjà/llarg abast. Sota les ales té només dos pilons (mòbils a causa de la geometria variable) però amb un total de quatre llançadors de míssils aire-aire de curt abast acoblats en els laterals dels mateixos. Pot carregar només míssils aire-aire i un màxim de quatre dipòsits de combustible externs (dos en els pilons subalars en missió de combat i dos addicionals sota el fuselatge prescindint de míssils per a vol en ferri). No obstant això, amb l'actualització EF.3 també pot portar míssils antirradar ALARM.
| Míssils aire-aire       |                                    |
| De curt abast           | AIM-9L Sidewinder · AIM-132 ASRAAM |
| De mitjà/llarg abast    | Skyflash · AIM-120 AMRAAM          |
| Míssils aire-superfície |                                    |
| Míssils antirradiació   | ALARM (EF.3)                       |

## Variants

### Tornado IDS
La versió inicial del Tornado, dedicada a atac a terra i també a reconeixement, es coneix com a IDS (Interdictor / Strike, en català: "Interdictor / Atac"). En el Regne Unit aquesta versió inicialment va rebre la designació Tornado GR.1 i les modificacions posteriors van ser designades Tornado GR.1A, Tornado GR.1B, Tornado GR.4 i Tornado GR.4A.

#### Tornado GR.1

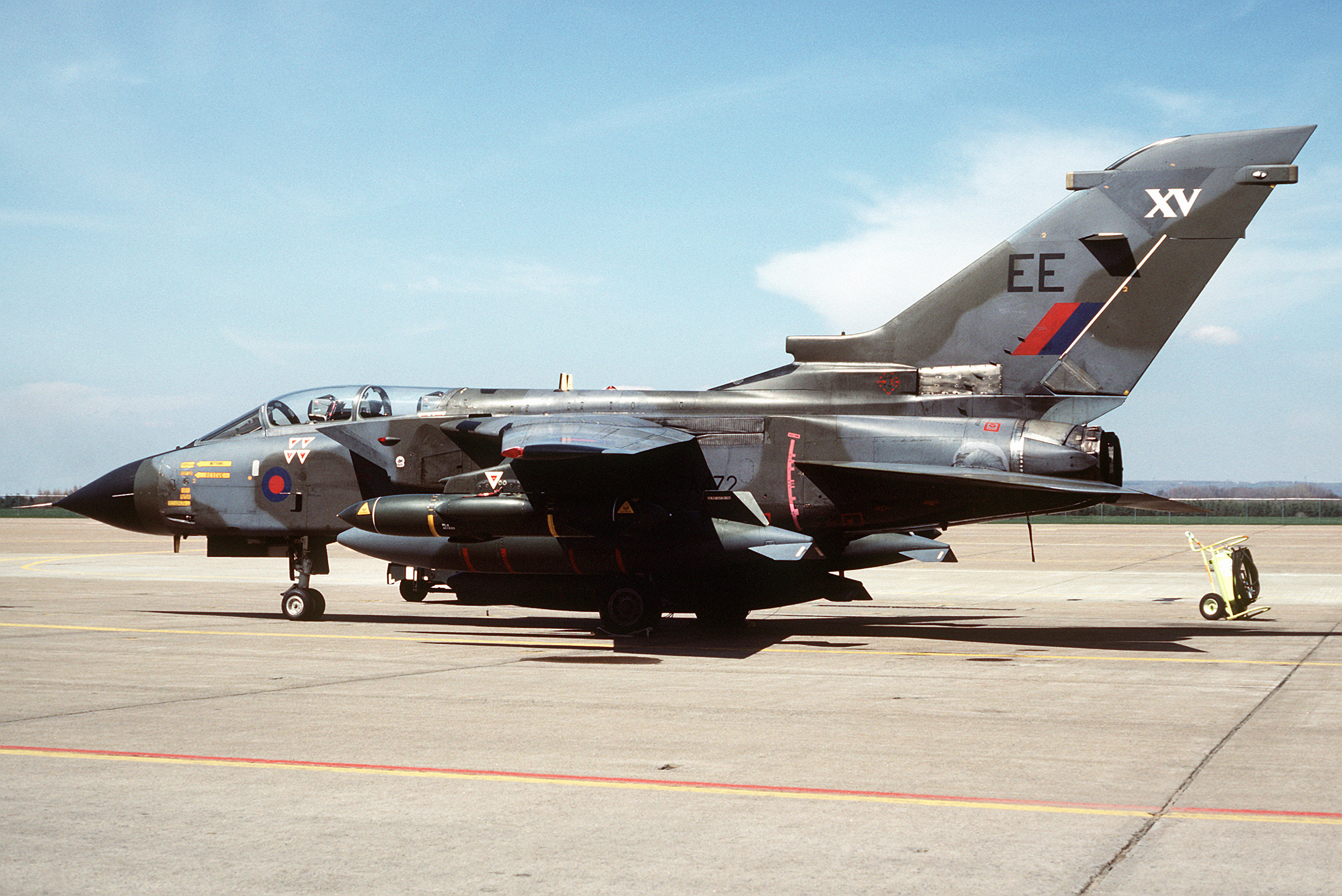
Tornado GR.1 del 15è Esquadró de la RAF, abril de 1987.

El Tornado GR.1 va ser la primera versió de l'avió d'atac Panavia Tornado de la Real Força Aèria (RAF). Els primers exemplars d'un total de 228 GR.1 van ser lliurats el 5 de juny de 1979, i el model va entrar en servei a principis dels anys 1980. Un total de 142 d'aquests avions van ser modernitzats a l'estàndard GR.4 entre 1997 i 2002.

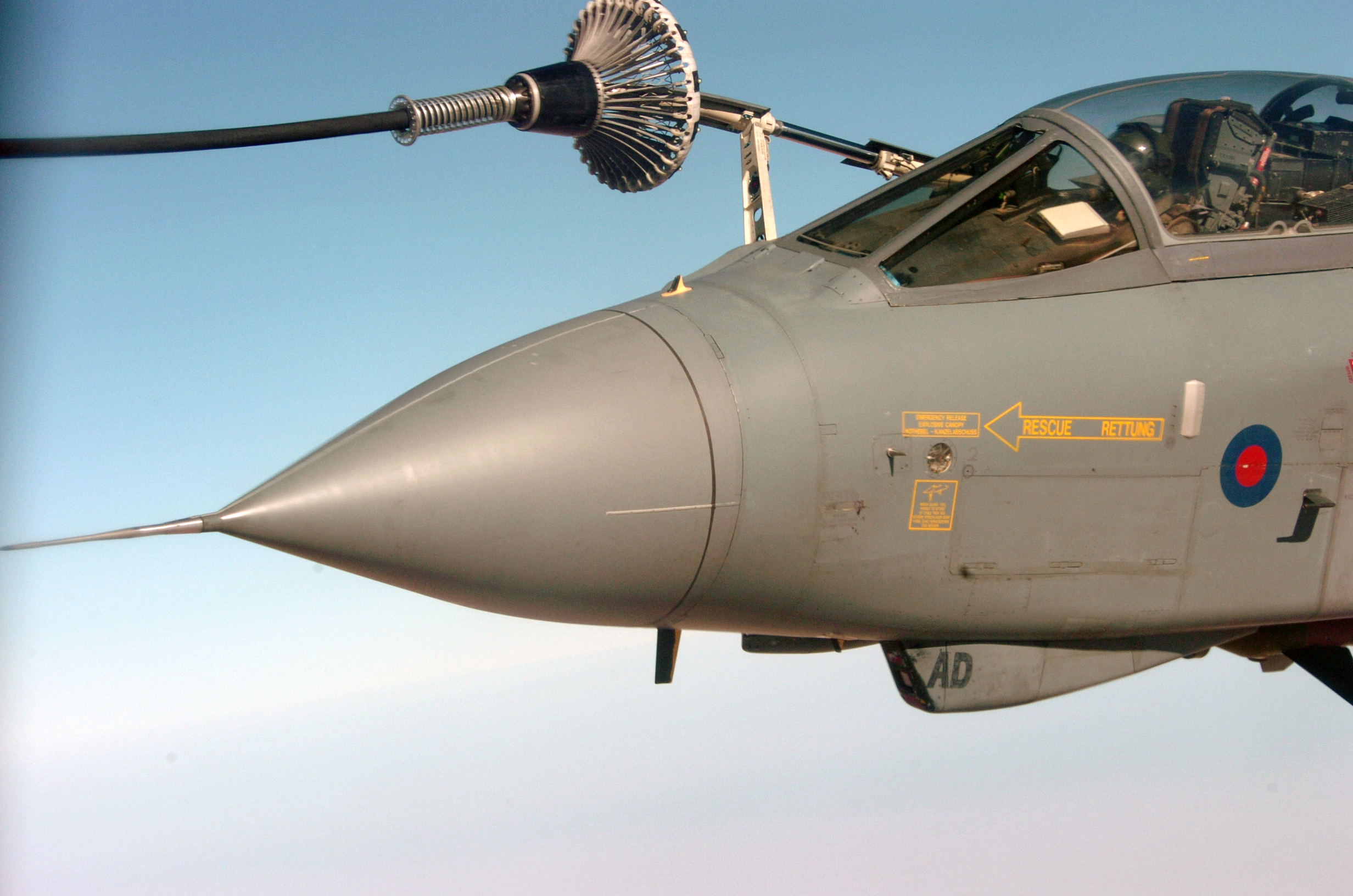
Un GR.4 reproveint-se en vol; la crestallera de la part inferior on posa "AD" conté el sensor LRMTS.

El Tornado IDS va ser dissenyat per a l'atac de penetració a baixa cota contra objectius del Pacte de Varsòvia a Europa emprant tant armament convencional com armes nuclears tàctiques com la bomba WE.177. Una de les principals característiques del GR.1 era el seu radar de seguiment del terreny, que permetia realitzar vol automàtic a baixa altitud amb capacitat tot temps. Els Tornado IDS de la RAF són equipats amb un telèmetre làser conegut com a LRMTS (Laser Range Finder and Marked Target Seeker) que també serveix per localitzar blancs marcats. Aquest consisteix en un làser usat per mesurar l'abast oblic d'un punt a la terra respecte a l'aeronau; aquesta informació s'usa per calcular la posició dels objectius. El sensor LRMTS pot ser usat per rebre l'energia reflectida d'un làser de tercers, permetent als tripulants trobar els objectius marcats per les tropes en terra o en altres aeronaus. Els avions IDS subministrats a Itàlia i a Alemanya Occidental no disposen del sistema LRMTS, però si ho tenen els avions utilitzats per la Real Força Aèria Saudita.

#### Tornado GR.1B
El Tornado GR.1B va ser una variant del Tornado GR.1 especialitzada en atac antibuc. Amb base a la RAF Lossiemouth, Escòcia, aquesta versió va reemplaçar al Blackburn Buccaneer en aquesta funció usant míssils antibuc Sea Eagle. L'avió no tenia capacitat de rastrejar bucs amb el seu radar, sinó que confiava aquesta tasca al propi cercador del míssil per a l'adquisició de blancs. Quan els Tornado GR.1 es van actualitzar a l'estàndard GR.4 al final dels anys 1990 no va haver-hi la corresponent versió GR.4B del GR.4. Es va considerar que la versió especialitzada en atac antibuc ja no era necessària perquè es va reduir l'amenaça provinent de bucs de superfície, a més el míssil Sea Eagle estava arribant al final de la seva vida útil sense cap pla de substituir-lo pel seu cost.

#### Tornado GR.4

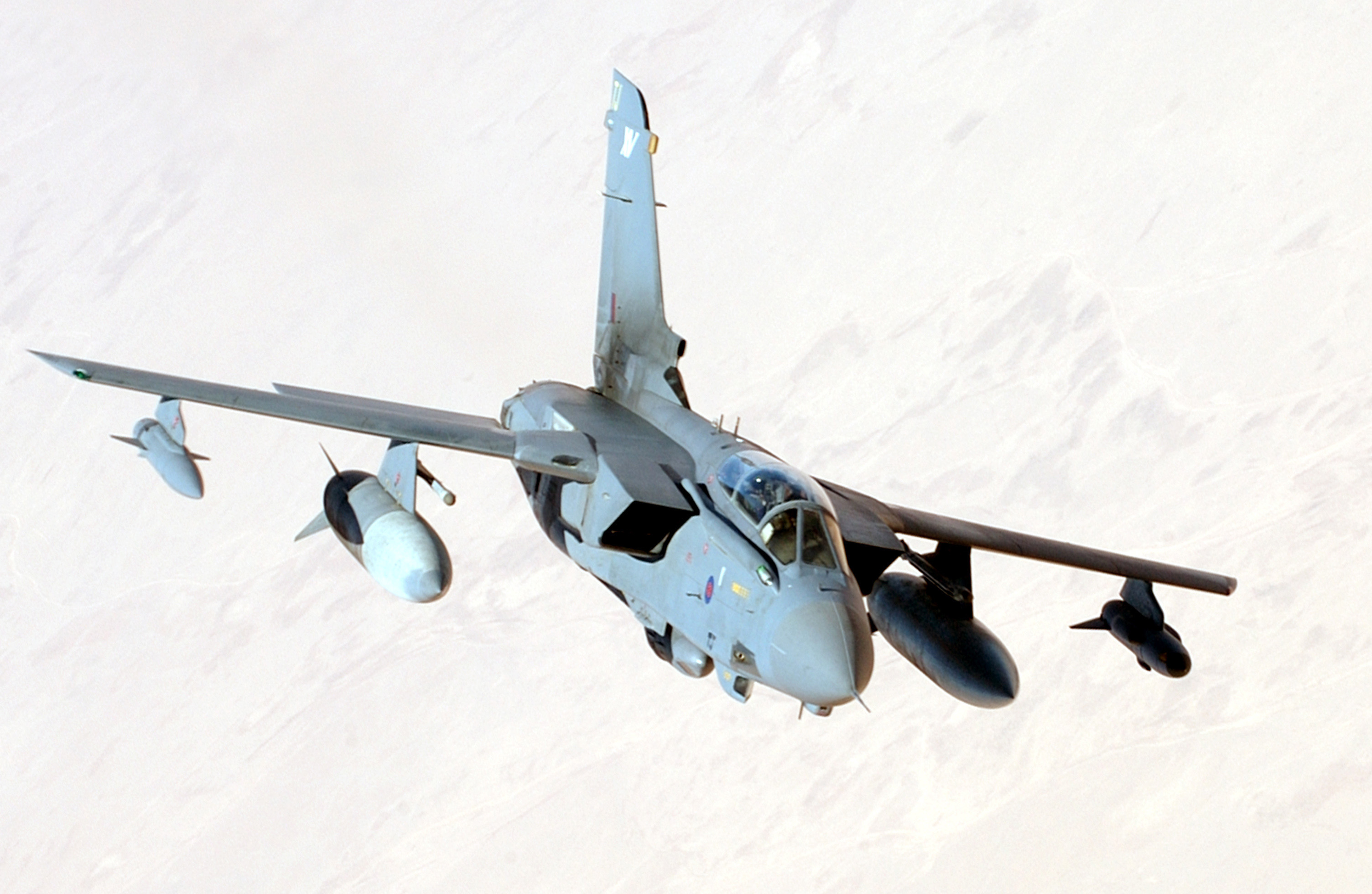
Un Tornado GR.4 del 15è Esquadró (Reserva) de la RAF durant una missió de combat sobre l'Iraq l'agost de 2004.

El 1984 el Ministeri de Defensa del Regne Unit va començar els estudis d'una actualització de mitja vida (MLU o Mid-Life Update) de l'avió per corregir les deficiències del GR.1. Aquesta actualització, que portaria a l'estàndard GR.4, milloraria les capacitats de l'avió a mitja altura mentre mantenia la seva excepcional capacitat de penetració a baixa altura. L'actualització a GR.4 va ser aprovada el 1994, després de ser revisada per incloure alguns canvis fruit de l'experiència de la Guerra del Golf de 1991. Els contractes es van signar amb British Aerospace (després BAE Systems) el 1994 per a l'actualització de 142 GR.1 a l'estàndard GR.4. Els treballs van començar el 1996 i van finalitzar el 2003.
Les actualitzacions van incloure un sensor infraroig d'escombratge frontal (FLIR), una pantalla de visualització frontal HUD de gran angular, unes pantalles de cabina millorades, capacitat per usar ulleres de visió nocturna (NVG), nous sistemes d'armes i de aviònica, i un receptor GPS. L'actualització del sistema d'armes va permetre la integració d'armes com els míssils Storm Shadow i Brimstone, i equips de reconeixement com el RAPTOR. La flota de GR.4 va incorporar una nova pantalla multifunció de 12,8 polzades en la cabina posterior com a part del sistema d'informació del radar BAE Systems TARDIS (Tornado Advanced Radar Display Information System), que va reemplaçar a la pantalla de mapa projectat i radar combinat CRPMD (Combined Radar and Projected Map Display).

#### Tornado GR.1A / GR.4A
El GR.1A era una versió de reconeixement del Tornado IDS britànic. També va entrar en servei en la Força Aèria Saudita. Amb l'actualització del GR.1 a l'estàndard GR.4, de forma similar el GR.1A se va modernitzar a GR.4A. Els GR.1A i GR.4A estan equipats internament amb el sistema de reconeixement infraroig TIRRS (Tornado Infra-Xarxa Reconaissance System), que consisteix en un sensor infraroig d'escombratge lateral (SLIR) en cada costat del fuselatge just davant de les preses d'aire dels motors per capturar imatges obliqües, i un sensor infraroig de reconeixement IRLS (Infra-Red LineScan) muntat la part baixa del fuselatge que proporciona imatges verticals. L'equip de sensors reemplaça els canons de 27 mm. Al contrari que la majoria de sistemes de reconeixement contemporanis que guarden les seves imatges en pel·lícula de 35 mm o similars, el sistema TIRRS usa sis cintes de vídeo S-VHS per guardar la informació.
La RAF va encarregar 30 GR.1A, sent 14 conversions d'avions GR.1 i els 16 restants aparells de nova fabricació. 25 van ser actualitzats a l'estàndard GR.4A, amb gairebé totes les capacitats ofensives del GR.4. Però com el RAPTOR es va convertir en el principal sensor de reconeixement del Tornado en servei britànic, es va retirar el TIRRS. Per a aquest fi, l'Ala de Reconeixement Tàctic de la RAF va passar a utilitzar tant la variant GR.4A com la GR.4, ja que els sensors específics del GR.4A ja no són essencials per a la funció de reconeixement.

### Tornado ECR
Utilitzat per Alemanya i Itàlia, el Tornado ECR (Electronic Combat / Reconnaissance, en català: "Combat Electrònic / Reconeixement") és una variant del Tornado IDS dedicada a missions de supressió de defenses aèries enemigues (SEAD), sent el seu principal arma el míssil antirradiació AGM-88 HARM. L'ECR està equipat amb un sistema localitzador d'emissions (ELS) dissenyat per localitzar emplaçaments de radar enemics. El primer lliurament es va realitzar el 21 de maig de 1990 a Alemanya. La Luftwaffe alemanya va rebre 35 ECR de fabricació nova mentre que Itàlia va convertir 16 exemplars IDS a la versió ECR.
Els Tornado ECR alemanys van ser equipats amb un sistema d'imatge infraroja Honeywell per a labors de reconeixement, però es va acabar eliminant per considerar-se poc pràctic que un mateix aparell realitzés missions SEAD i de reconeixement. No porten canó intern, i disposen de motors RB199 Mk.105, amb una potència quelcom superior als italians.
Els ECR italians (IT-ECR) difereixen dels exemplars de la Luftwaffe en què mai han estat equipats amb sistemes de reconeixement i, com són una conversió del Tornado IDS, utilitzen els mateixos motors RB199 Mk.103. El primer avió IT-ECR va ser lliurat el 27 de febrer de 1998, sent acceptat formalment el 7 d'abril del mateix any.

### Tornado ADV
El Tornado ADV (Air Defence Variant, en català: "Variant de Defensa Aèria") és un interceptor desenvolupat per la Real Força Aèria britànica i que va rebre les designacions Tornado F.2 i F.3. També va ser adquirit per Aràbia Saudita i per Itàlia. En el cas italià van ser arrendats 24 F.3 procedents de la RAF per un període de deu anys com a reemplaçament provisional de l'obsolet Aeritalia F-104S mentre no entrava en servei de l'Eurofighter Typhoon; van estar en servei entre 1995 i 2003.
Durant el desenvolupament del Tornado, les seves capacitats en el combat aeri es van posar en dubte a causa que l'avió té una maniobrabilitat i agilitat inferior en comparació de caces de superioritat aèria com el McDonnell Douglas F-15 Eagle estatunidenc. No obstant això, el Tornado no estava destinat al combat aeri tancat si no que seria un caça de patrulla aèria de combat de gran autonomia per contrarestar l'amenaça dels bombarders soviètics durant la Guerra Freda. En comparació del Tornado IDS, l'ADV té un 80% de peces comunes, però ofereix una major acceleració supersònica, té un fuselatge més estret per portar míssils aire-aire, i major capacitat de combustible; l'ADV només té un canó intern, i inclou el radar d'intercepció aèria Foxhunter amb un nou equip de programari.
El Tornado ADV va ser retirat de servei amb la RAF el 22 de març de 2011 després de ser completament reemplaçat per l'Eurofighter Typhoon.

## Operadors
Alemanya

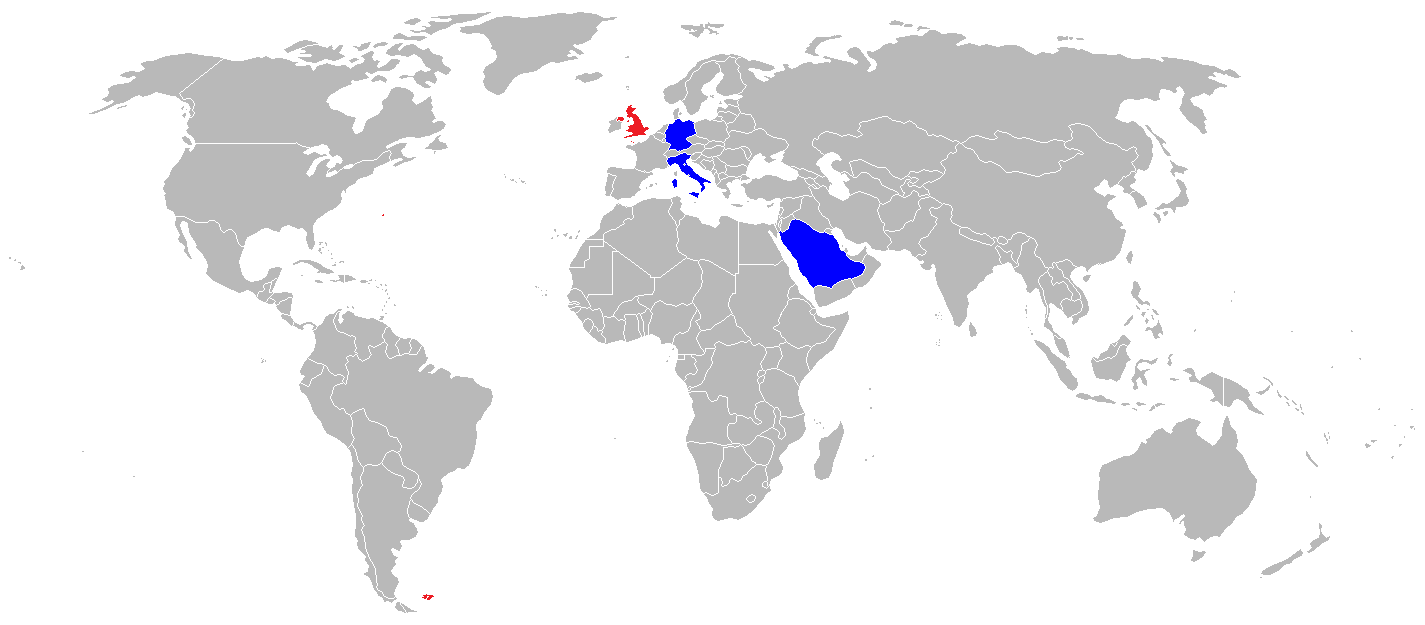
Països que operen amb el Panavia Tornado.

- Luftwaffe. Rebuts un total de 247 aparells, 212 de la versió Tornado IDS i 35 de la Tornado ECR.
- Marina Alemanya. Rebuts 112 Tornado IDS. En servei des de 1982 fins al 2005.

 Aràbia Saudita
- Real Força Aèria Saudita. Rebuts un total de 120 Tornado, 96 de la versió IDS i 24 de l'ADV.[web 4]

 Itàlia
- Aeronàutica Militar. Rebuts 100 Tornado IDS, 16 d'ells convertits posteriorment a ECR.[web 4] També va operar entre 1995 i 2003 24 Tornado ADV arrendats a Regne Unit.[web 41]

 Regne Unit
- Real Força Aèria. Rebuts un total de 398 aparells, 218 de la versió IDS i 180 de l'ADV.[web 4]

## Història operacional

### Alemanya
Entrada en servei
El primer prototip va realitzar el seu primer vol el 14 d'agost de 1974 des de la base aèria de Manching, en la llavors Alemanya Occidental. El lliurament dels avions de producció en sèrie va començar el 27 de juliol de 1979, arribant-se a lliurar un total de 247 avions a la Luftwaffe, dels quals 212 eren de la versió IDS i 35 de l'ECR, més altres 112 IDS a la Marina Alemanya. En la Luftwaffe els Tornado van equipar cinc ales de caces bombarders, reemplaçant al Lockheed F-104 Starfighter. D'altra banda, en la Marina van equipar dues ales, substituint també el F-104, les funcions de la qual eren les missions antibuc i el reconeixement marítim. Els avions alemanys modificats per portar els contenidors de reconeixement RECCE reben el nom de "Tornado RECCE".
Guerres de Bòsnia i Kosovo

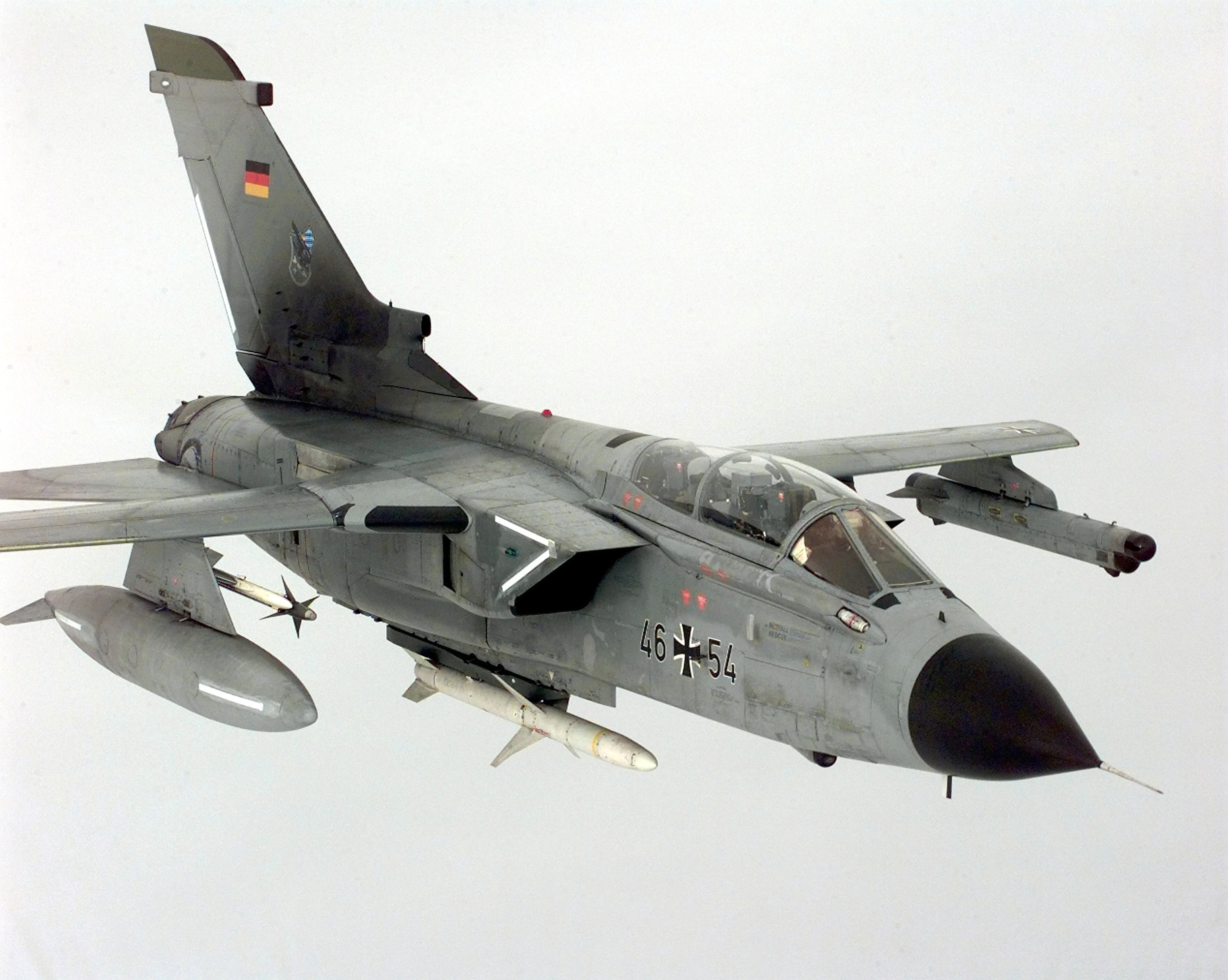
Un ECR de la Luftwaffe durant l'Operació Força Aliada el 1999.

Els Tornado alemanys van participar en les operacions de combat durant la Guerra de Bòsnia, igual que els IDS britànics i italians, com a part de la intervenció de l'OTAN, sent aquesta la primera vegada que la Luftwaffe entra en acció des del final de la Segona Guerra Mundial. En l'Operació Força Aliada els Tornado ECR alemanys van llançar fins a 236 míssils antirradar AGM-88 HARM. Sis Tornado IDS equipats amb dispositius de reconeixement per infrarojos i escortats per 8 Tornado ECR van estar identificant blancs serbis per a les unitats d'artilleria de l'OTAN al voltant de Sarajevo.
Modernització ASSTA 1
A principis de 2000, els IDS, ECR i RECCE van rebre la modernització ASSTA 1 (Avionics System Software Tornado in Ada). La principal modificació va ser el reemplaçament de l'anterior ordinador d'armes per un MIL-STD 1553/1760 o MIL-STD 1815. Els Tornado també van incorporar un sistema de posicionament global (GPS) intern, un sistema de navegació inercial làser, i el contenidor de contramesures electròniques DASA TSPJ (Tornado Self Protection Jammer). El nou ordinador suporta les versions més modernes del míssil AGM-88 HARM, el Kormoran II, el contenidor apuntador làser LITENING II i bombes guiades per làser GBU-24 Paveway III.
Modernització ASSTA 2

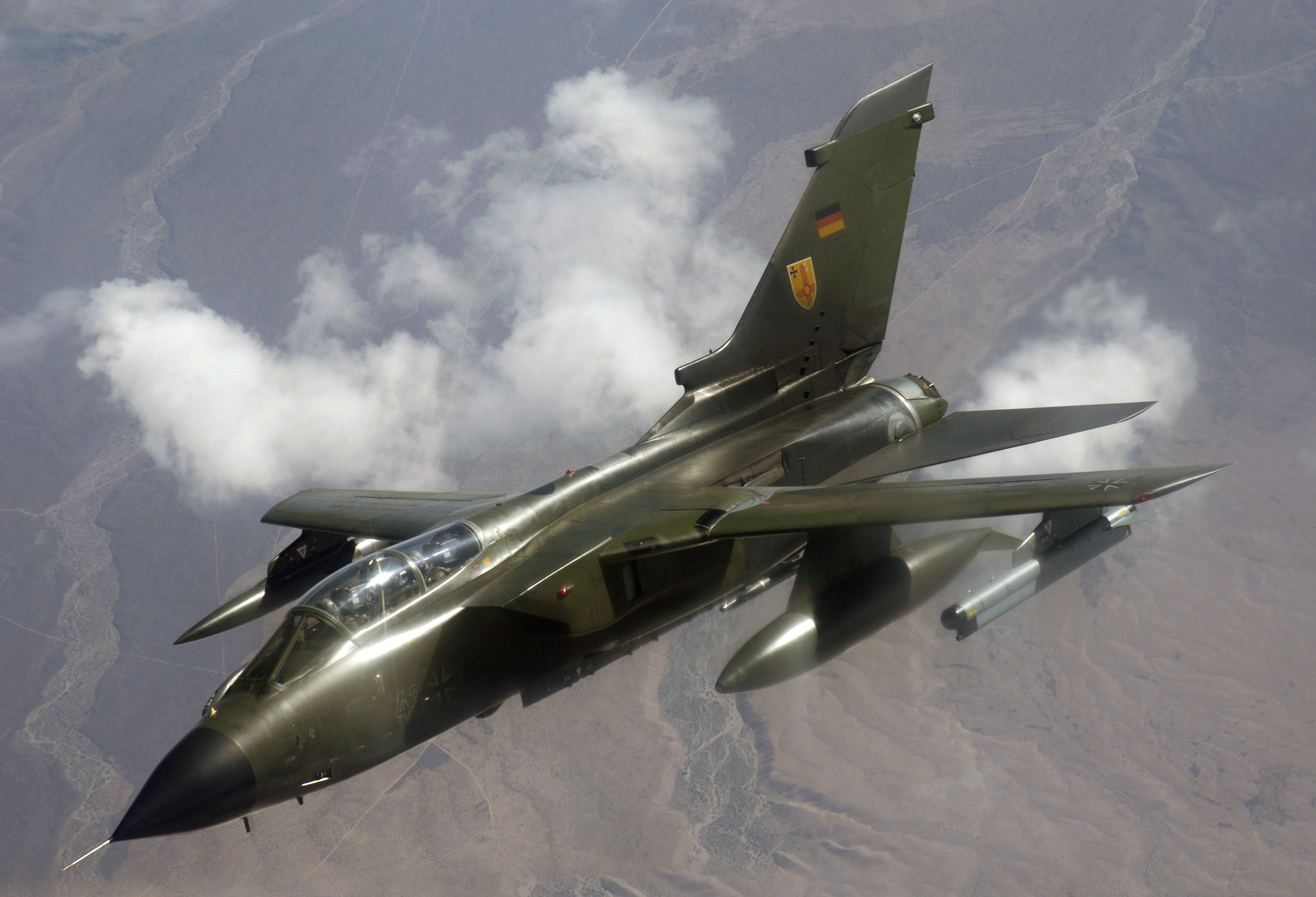
Tornado IDS de la 31a Ala de Caça bombarder de la Luftwaffe el 2007.

L'actualització ASSTA 2 va començar el 2005 però només es va aplicar en els 85 Tornado ECR i RECCE, ja que la versió IDS va començar a ser substituïda per caces polivalents Eurofighter Typhoon. L'ASTA 2 principalment consisteix en la introducció d'aviònica digital, un nou equip de contramesures electròniques i la integració del míssil de creuer Taurus.
Guerra de l'Afganistan
El 2007, un destacament de 6 Tornado pertanyents a la 51a Ala de Reconeixement "Immelmann" es va desplegar a Mazari Sharif, al nord de l'Afganistan, per recolzar a les forces de l'OTAN que participen en la missió ISAF.
Reducció de la flota
Quan una de les dues unitats d'avions Tornado de la Marina Alemanya va ser dissolta el 1994, els seus Tornado van ser destinats a una ala de reconeixement en l'Arma Aèria anteriorment equipada amb aeronaus McDonnell Douglas RF-4I Phantom II. La segona unitat de la Marina va ser dissolta en 2005 i els seus avions també van passar a la Luftwaffe.
Dues de les ales de caça bombarder equipades amb avions Tornado van ser dissoltes el 2003 i 2005, mentre que una altra va ser reequipada amb avions Eurofighter. El 13 de gener de 2004, el llavors Ministre de Defensa d'Alemanya Peter Struck va anunciar importants canvis en les Forces Armades d'Alemanya. Una part important d'aquesta declaració va ser el pla de retallar la flota de caces de 426 que hi havia en servei a principis de 2004 a 265 l'any 2015. Assumint que siguin lliurats tots els 180 Eurofighter Typhoon demanats per Alemanya, això suposaria que la flota de Tornado ser reduïda a 85 aparells.

### Aràbia Saudita
Entrada en servei
El 25 de setembre de 1985, Regne Unit i Aràbia Saudita van signar el contracte de venda d'armament denominat Al Yamamah I que incloïa, entre altres coses, 48 avions Tornado IDS i 24 de la versió ADV. El primer vol d'un Tornado IDS saudita va tenir lloc el 26 de març de 1986, i el primer ADV saudita va ser lliurat el 9 de febrer de 1989. Al juny de 1993 es va signar el contracte Al Yamamah II amb 48 aparells IDS addicionals.
Guerra del Golf

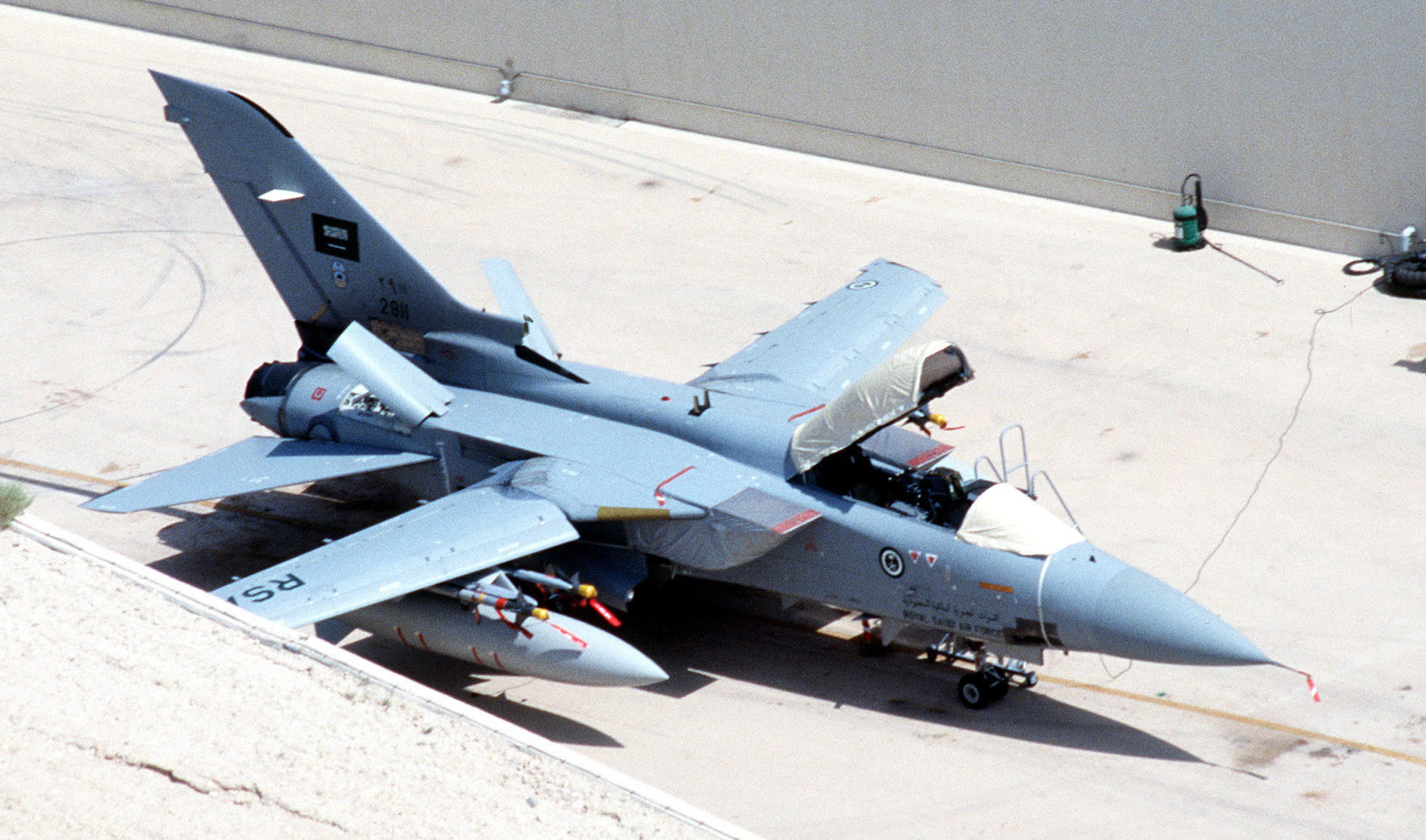
Tornado ADV F.3 de la Força Aèria Saudita durant la Guerra del Golf el gener de 1991.

Aràbia Saudita va utilitzar els seus avions Tornado IDS i ADV en la Guerra del Golf (1990-1991), els primers van realitzar missions d'atac a terra contra les forces de Sadam Husein, mentre que els segons realitzaven tasques de patrulla aèria de combat. El 20 de gener de 1991 un dels Tornado IDS saudites (matrícula 765) va ser derrocat per artilleria antiaèria iraquiana; els seus tripulants van ser ejectats a temps i van ser rescatats.
Modernització TSP
Al setembre de 2006 el govern saudita va signar un contracte per valor de 2500 milions de lliures amb BAE Systems per modernitzar al voltant de 80 Tornado IDS de la flota de la Real Força Aèria Saudita (RSAF) amb intenció de mantenir-los en servei fins al 2020. Aquest programa, denominat Tornado Sustainment Programme (TSP) i amb la finalitat de «equipar la flota d'IDS amb un conjunt de noves armes guiades de precisió i equipament millorat de designació d'objectius, en molts casos comuns amb els sistemes ja inclosos en els Tornado GR.4 del Regne Unit» va començar amb en enviar al Regne Unit el Tornado de la RSAF matrícula 6612 a les instal·lacions de BAE Systems Warton el desembre de 2006 per ser actualitzat. El desembre de 2007, aquest avió, aparentment el primer de la RSAF a completar la modernització, va ser enviat de tornada a Aràbia Saudita.
Intervenció al Iemen
A partir de la primera setmana de novembre de 2009, la Real Força Aèria Saudita va utilitzar caces bombarders Tornado IDS i F-15S per realitzar atacs aeris contra la insurrecció Houthi iemenita a la regió de Sa'dah, al nord-oest del Iemen. Des de l'Operació Tempesta del Desert el 1991, aquesta va ser la primera vegada que la Força Aèria Saudita va participar activament en una operació militar sobre territori hostil.

### Itàlia
Entrada en servei

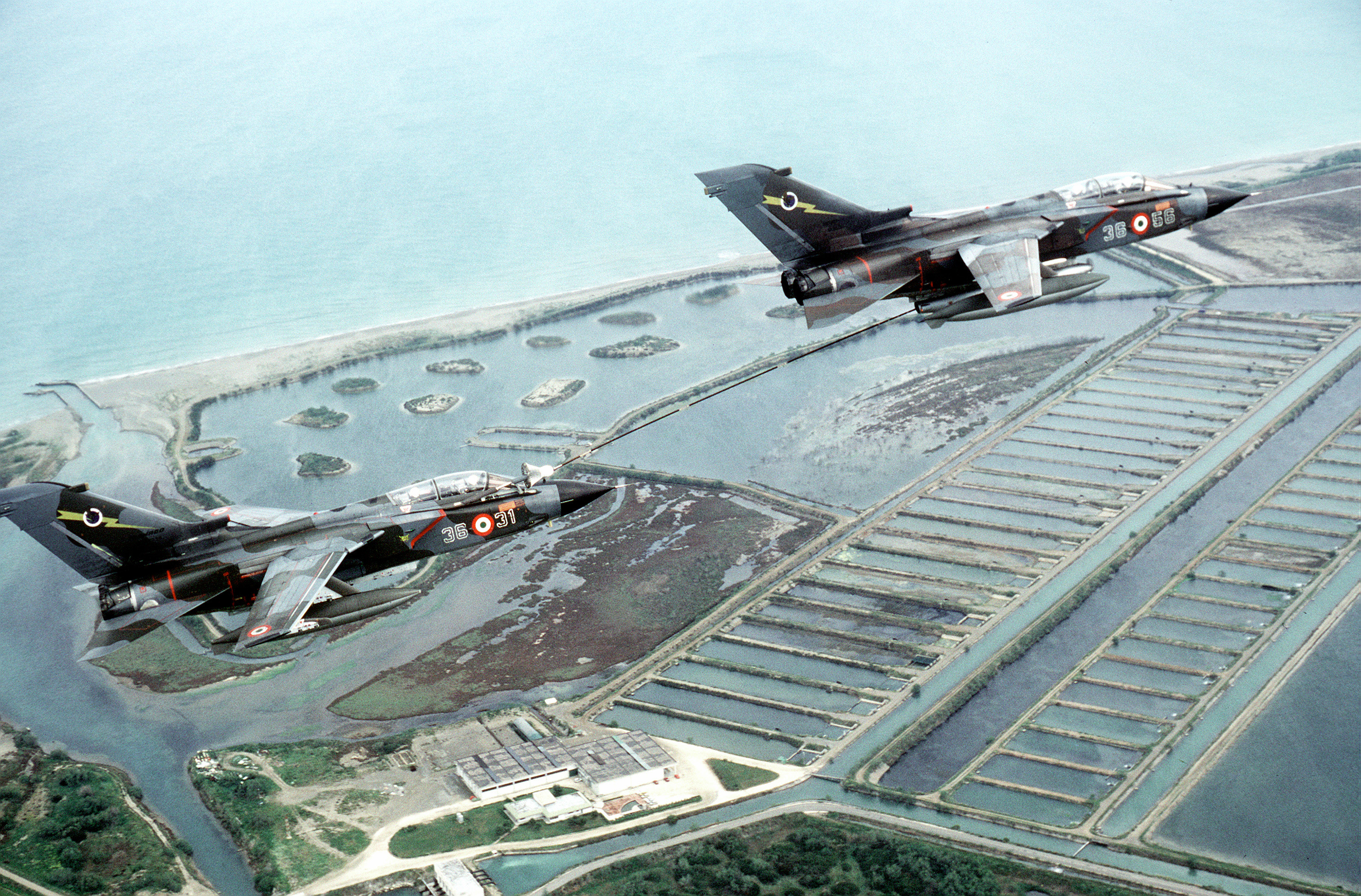
Dos Tornados italians participants a l'exercici de l'OTAN Dragon Hammer el 1987.

El primer prototip italià va realitzar el seu primer vol el 5 de desembre de 1975 des de Torí, Itàlia. L'Aeronàutica Militar va rebre 100 Tornado IDS; encara que posteriorment va convertir 16 d'ells a la configuració ECR. Addicionalment, van ser arrendats 24 caces de defensa aèria Tornado ADV procedents de la RAF per un període de deu anys com a reemplaçament provisional de l'obsolet Aeritalia F-104S mentre no entrava en servei l'Eurofighter Typhoon, els ADV van estar en servei entre 1995 i 2003.
Guerra del Golf
Els Tornado italians, juntament amb els britànics, van prendre part en la Guerra del Golf el 1991 com a part de la contribució italiana a la coalició. En una intervenció coneguda com a Operació Locusta, van ser desplegats vuit caces bombarders Tornado IDS des de la Base Aèria de Gioia del Colle (Itàlia) a Base Aèria d'Al Dhafra, a Abu Dhabi. Durant el conflicte es va perdre un dels avions, derrocat per foc antiaeri iraquià el 18 de gener de 1991. Els tripulants, Gianmarco Bellini i Maurizio Cocciolone, van usar els seients ejectables per abandonar l'avió i una vegada en terra van ser capturats per la Guàrdia Republicana Iraquiana, no van ser alliberats fins al 3 de març.
Guerra de Kosovo
El 1999 els Tornado italians van ser desplegats en la Guerra de Kosovo, els IDS van realitzar missions de bombarder mentre que els ECR van patrullar la regió de combat, actuant per suprimir els radars antiaeris enemics, arribant a disparar un total de 115 míssils HARM.
Modernització MLU
El juliol de 2002 Itàlia va signar un contracte amb l'Agència de Gestió del Tornado i de l'Eurofighter (NETMA, NAT Eurofighter and Tornado Management Agency) i amb el consorci Panavia per a la modernització de 18 aparells IDS, realitzada per Alenia Aeronautica. El primer avió amb aquesta MLU (actualització de vida mitjana) es va finalitzar el novembre de 2003. Entre altres coses, introdueix un equip electrònic modern, noves ràdios digitals, llums de cabina compatibles amb ulleres de visió nocturna, capacitat de comunicacions per satèl·lit i d'utilitzar nou armament: bombes guiades per satèl·lit JDAM, bombes guiades per làser Paveway III i el míssil de creuer Storm Shadow / SCALP. Itàlia té planejat reemplaçar la flota d'avions Tornado IDS/ECR amb caces polivalents F-35 Lightning II.
Guerra de l'Afganistan
El 24 de novembre de 2008 l'Aeronàutica Militar va enviar quatre Panavia Tornado des de la Base Aèria de Ghedi a Mazari Sharif, Afganistan, per proporcionar serveis de vigilància per al contingent italià de la ISAF que opera en la Província de Herat. Per realitzar aquesta labor van ser equipats amb contenidors de reconeixement Rafael Reccelite.
Intervenció a Líbia
En l'intervenció militar a Líbia de 2011 Itàlia va desplegar quatre Tornado ECR i dos Tornado IDS, els primers van realitzar atacs contra les defenses aèries líbies i els IDS van ser utilitzats per abastiment en vol.

### Regne Unit
Entrada en servei
El primer prototip anglès va realitzar el seu vol inaugural el 30 d'octubre de 1974. El 5 de juny de 1979 la Real Força Aèria (RAF) va rebre el primer caça bombarder Tornado GR.1. El 5 de novembre de 1984 va rebre l'interceptor Tornado F.2. D'altra banda, el GR.1A, versió de reconeixement de la RAF, va realitzar el seu primer vol l'11 de juliol de 1985. La versió d'atac marítim de la RAF, GR.1B, no va ser introduïda fins al 14 de febrer de 1994.
Guerra del Golf
L'estrena en combat del Tornado britànic va arribar el 1991 amb l'Operació Granby, que va ser el nom de les activitats militars britàniques durant la Guerra del Golf. Regne Unit va desplegar prop de 60 caces bombarders GR.1 a les bases aèries d'Al Muharraq (Bahrain), Tabuk i Dhahran (Aràbia Saudita). També es van desplegar diversos Tornado ADV per proporcionar cobertura aèria, ja que amb l'amenaça dels seus míssils de llarg abast, suposaven un important element dissuasiu per als pilots iraquians perquè aquests evitaven el combat deliberadament quan els ADV s'aproximaven.
En les primeres etapes de l'Operació Granby els GR.1 van ser usats per destruir aeròdroms militars iraquians amb bombes de caiguda lliure de 1000 lliures (450 kg) i submunicions antipista JP233 en atacs a baixa cota. En un desplegament d'emergència, Regne Unit va enviar a la zona de guerra un destacament d'avions Blackburn Buccaneer equipats amb l'apuntador làser Pave Spike, amb el qual els GR.1 poden llançar armes guiades amb precisió. Per cobrir la necessitat d'un apuntador làser en els Tornado, es va iniciar de forma apressada un altre programa per equipar alguns GR.1 amb el sistema apuntador TIALD.

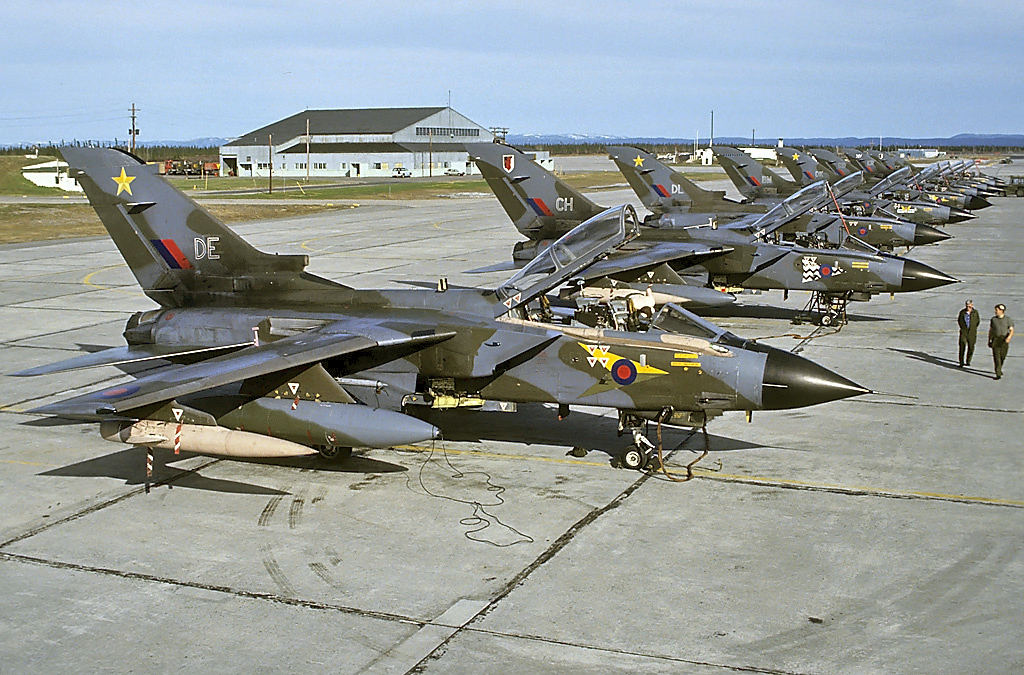
Avions GR.1 a la Base de les Forces Canadenques de Goose Bay, Labrador, el 1992.

Durant el conflicte la RAF va perdre sis Tornado en combat; quatre mentre llançaven bombes de caiguda lliure, un altre després d'alliberar submunicions JP233, i l'últim intentant llançar bombes guiades per làser. El 17 de gener de 1991 el primer Tornado va ser derrocat per un míssil SA-16 iraquià després d'una passada fallida de bombardeig a baixa cota. El 19 de gener un segon Tornado va ser derrocat per un míssil superfície-aire de curt abast o MANPADS durant una incursió sobre la Base Aèria de Tallil. El 14 de febrer, un tercer Tornado va ser derrocat per míssils superfície-aire guiats per radar. S'ha dit que un Tornado (ZA467) tripulat per Gary Lennox i Adrian Weeks va ser abatut el 19 de gener per un caça MiG-29 iraquià pilotat per Jameel Sayhood mitjançant un míssil R-60MK. No obstant això, aquest avió està registrat com estavellat el 22 de gener en una missió a Ar Rutbah. L'impacte dels atacs dels Tornado als aeròdroms iraquians és difícil de determinar.
Una vegada finalitzada la fase inicial de la guerra, en lloc de baixa cota, els GR.1 van passar a realitzar missions d'atac a mitja altitud. Entre els blancs habituals d'aquests atacs s'incloïen dipòsits de municions i refineries de petroli. Només la versió Tornado GR.1A de reconeixement va continuar operant en vols a baixa cota i alta velocitat durant tota la guerra i, malgrat la perillositat d'aquest tipus de missions, no va sofrir pèrdues en combat.
Després de la finalització de la guerra encara van romandre forces britàniques en el Golf durant diversos anys. Mitja dotzena d'avions GR.1 van estar destacats a la base aèria Ali Al Salem de Kuwait, com a part de l'Operació Vigilància del Sud per establir una zona d'exclusió aèria al sud de l'Iraq; una altra mitja dotzena de GR.1 van participar en les missions de l'Operació Proporcionar Confort en el nord de l'Iraq.
Modernització dels GR.1 a GR.4
Al març de 1993 el Ministeri de Defensa del Regne Unit va iniciar un projecte de modernització del Tornado; l'objectiu d'aquesta actualització de vida mitjana (Mid-Life Upgrade o MLU) era la conversió dels models GR.1/GR.1A/GR.1B a l'estàndard GR.4/GR.4A. El primer vol d'un Tornado actualitzat a GR.4 es va produir el 4 d'abril de 1997, i el primer lliurament a la RAF va ser el 31 d'octubre del mateix any.
El GR.4 va entrar en servei el 28 d'abril de 1998 i va realitzar la seva estrena operacional en l'Operació Vigilància del Sud, patrullant l'espai aeri del sud de l'Iraq des d'Ali Al Salem, a Kuwait. Entre el 16 i el 19 de desembre del mateix any, els GR.1 i GR.4 destacats a Ali Al Salem van prendre part en els atacs de la coalició a infraestructures militars iraquianes durant l'Operació Guineu del Desert. El 30 de desembre una bateria antiaèria iraquiana va disparar entre sis i vuit míssils a un Tornado que realitzava una patrulla aèria i, encara que l'atac no va produir cap dany, més tard va ser bombardejada com a represàlia. Es va informar que durant l'Operació Guineu del Desert els Tornado de la RAF van destruir satisfactòriament el 75% dels blancs assignats i van completar amb èxit 28 de les 36 missions planejades.
Guerra de Kosovo
El 1999 el GR.1 va entrar en acció en la Guerra de Kosovo. Durant la primera fase de la guerra els Tornado operaven des de la base RAF Bruggen, a Alemanya, efectuant missions d'atac de precisió. Posteriorment, poc abans que la guerra acabés, van ser traslladats a una base de Còrsega per estar més prop de la zona de combat. A pesar que el sistema de designació làser TIALD havia demostrat la seva efectivitat en la Guerra del Golf, Regne Unit només havia adquirit 23 unitats d'aquest sistema l'any 2000, i aquest nombre tan reduït va tenir un impacte negatiu durant les operacions de combat sobre Kosovo. Després de la Guerra de Kosovo, la versió GR.1 va anar desapareixent a mesura que s'actualitzava a l'estàndard GR.4. L'últim GR.1 va ser modernitzat el 2003, sent lliurat a la RAF el 10 de juny.
Guerra de l'Iraq

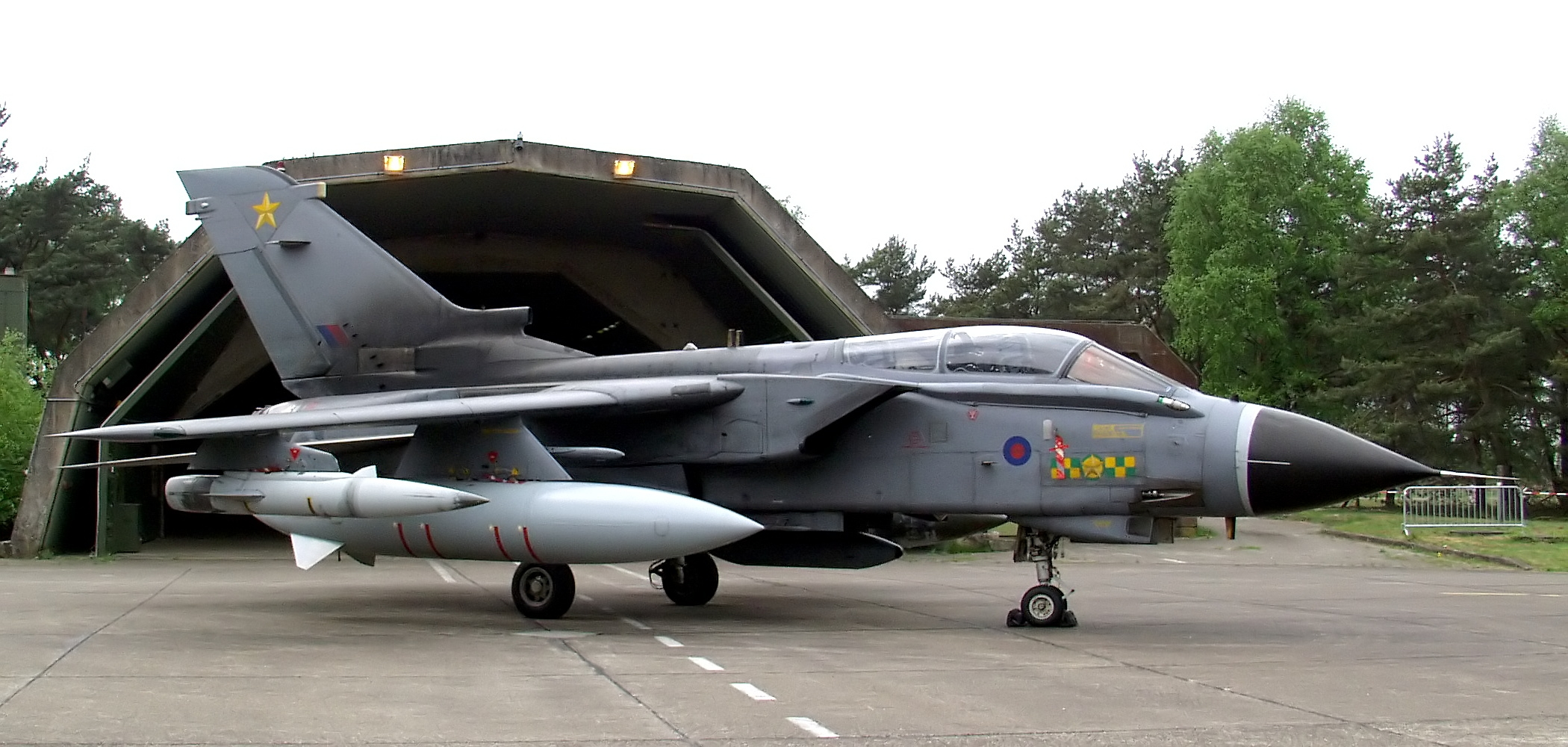
Tornado de la RAF a la base aèria de Niederrhein, Alemanya, el 2004.

El Tornado GR.4 va ser usat a gran escala en l'Operació Telic, la part britànica de la Invasió de l'Iraq de 2003. Durant l'etapa inicial de la guerra els Tornado van volar al costat d'avions d'atac estatunidencs en missions de bombardeig per atacar amb rapidesa instal·lacions clau iraquianes. Seguint el plantejament de minimitzar les víctimes, aquesta campanya a l'Iraq va marcar una sèrie de primícies per a l'avió; el 617è Esquadró de la RAF va usar el míssil de creuer Storm Shadow per primera vegada, i també es van emprar noves bombes intel·ligents Paveway per atacar les pistes dels aeroports. Mentre que a Kosovo l'armament guiat de precisió utilitzat per la RAF havia estat d'un 25% del total, quatre anys més tard, a l'Iraq, el percentatge va augmentar fins al 85%.
El 23 de març de 2003 un Tornado GR.4 va ser abatut pel foc amic d'una bateria de míssils antiaeris MIM-104 Patriot estatunidenc provocant la mort dels dos tripulants, els tinents K. Main i D. Williams. Al juliol del mateix any, una comissió d'investigació estatunidenca va exonerar als operadors de la bateria antiaèria, apreciant el no funcionament de l'identificador amic-enemic del Tornado com un factor en l'incident. També es van suggerir com un factor els problemes del Patriot; ja que van ocórrer múltiples incidents d'identificació errònia d'avions amics, incloent l'abatiment d'un McDonnell Douglas F/A-18 Hornet de l'Armada dels Estats Units unes setmanes després de l'incident amb el Tornado. Regne Unit va retirar de l'Iraq els últims Tornado el juny de 2009, després de divuit anys d'operacions de combat a la zona.
Guerra de l'Afganistan
A principis de 2009, la Real Força Aèria va reemplaçar amb avions Tornado GR.4 el destacament d'avions d'atac a terra Harrier GR.7/GR.9 que tenia desplegat a l'Aeròdrom de Kandahar des de novembre de 2004.

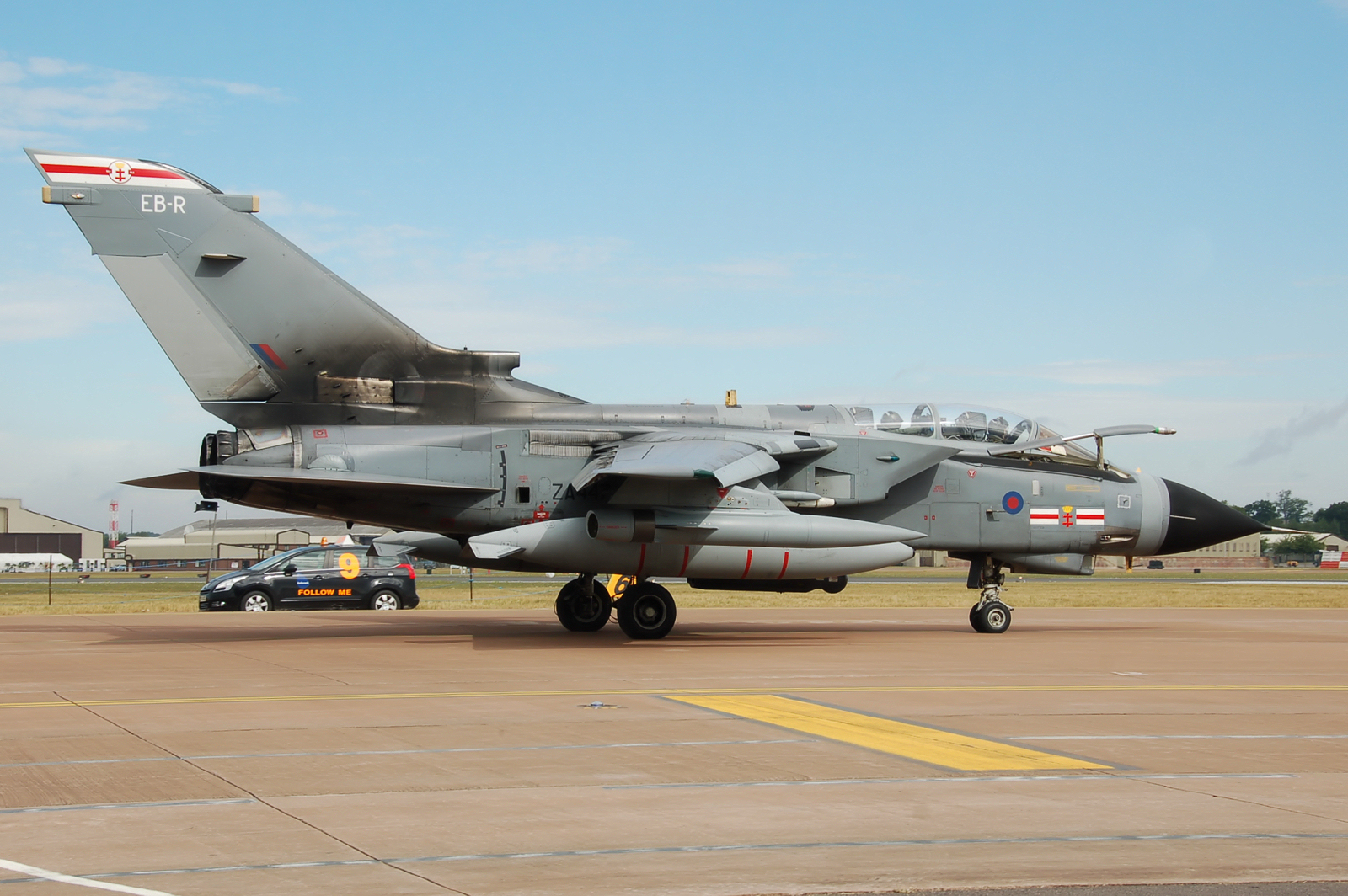
Un Tornado GR.4 britànic en l'exhibició RIAT de 2010.

Abans que es publiqués el 2010 la revisió de defensa SDSR (Strategic Defence and Security Review), es va considerar retirar tota la flota d'avions Tornado de la RAF com a mesura d'estalvi de costos, amb un estalvi previst de 7500 milions de lliures. No obstant això, la SDSR va concloure que s'havia de mantenir el més capaç Tornado a costa de la flota d'avions d'atac Harrier; però demanava, no obstant això, una reducció de la flota de Tornado mentre es realitzés la transició a l'Eurofighter Typhoon i pròximament al F-35 Lightning II.
Intervenció a Líbia
El 18 de març de 2011, el primer ministre britànic David Cameron va anunciar el desplegament d'avions Tornado GR.4, juntament amb caces Typhoon, per dur a terme la zona d'exclusió aèria a Líbia. El 20 de març diversos avions Tornado britànics van volar 4828 km per dur a terme atacs sobre emplaçaments militars del govern de Muamar el Gadafi usant míssils de creuer Storm Shadow en la qual va ser «la missió de bombarder de més llarg abast duta a terme per la RAF des del conflicte de les Malvines» segons el secretari de defensa britànic Liam Fox. Les operacions sobre Líbia van continuar amb l'ús d'un conjunt d'armes que inclou bombes guiades per làser (desplegades en conjunt amb l'apuntador de blancs LITENING), i míssils antitancs Brimstone.

## Accidents
Entre tots els accidents en els quals es van veure implicats avions Tornado van morir almenys 40 tripulants britànics, 31 alemanys, 6 saudites, i 4 italians. Alguns dels accidents més significatius van ser els següents:
- El 12 de juny de 1979, el prototip P.08 (assignat al Regne Unit amb matrícula XX950) es va estavellar en el Mar d'Irlanda durant un llançament d'armes simulat provocant la mort dels seus dos tripulants, els britànics Russ Pengelly (pilot) i John Gray (navegant).[web 79]
- El 16 d'abril de 1980, el prototip P.04 (assignat a Alemanya amb matrícula D9592 / 98+05) es va estavellar prop de Hannover provocant la mort dels seus dos tripulants, els alemanys Ludwig Obermeier (pilot) i Kurt Schreiber (navegant).[web 80][web 81]
- El 9 d'agost de 1988, dos GR.1 britànics (matrícules ZA329 i ZA593) van col·lidir en ple vol prop de Milburn, Cúmbria; els quatre tripulants van perdre la vida.[web 65]
- El 31 d'octubre de 1991, dos IDS alemanys (matrícules 43+84 i 46+17, un de la Marina i l'altre de la Luftwaffe) es van estavellar a Skagerrak, Dinamarca, després de col·lidir mentre realitzaven un abastiment en vol entre ells amb un tanc buddy;[web 76] els tripulants van poder ejectar-se a temps però un d'ells (el capità de corbeta Gressmann) va morir d'hipotèrmia.[web 81]
- El 15 de juliol de 1998 un IDS italià (MM7017) va impactar contra un voltor en vol a baixa cota i es va produir un incendi en el motor. Els tripulants, Andrea Lucarelli i Edi Turc es van ejectar de l'aparell sinistrat després de comprovar que havien passat un poble proper i que l'aparell no cauria sobre la localitat. La tripulació va sobreviure i va ser rescatada per un helicòpter del SAR. L'EADA es va encarregar de la recuperació i custòdia de les restes l'aparell, en coordinació amb la Guàrdia Civil.
- El 27 de gener de 1999, dos IDS alemanys (matrícules 43+26 i 44+36) van col·lidir en vol en el Mar del Nord aproximadament 30 km al nord de l'illa Norderney, Alemanya; en l'accident va perdre la vida un tripulant de cadascun dels avions.[web 76]
- El 30 d'agost de 2000, l'IDS 44+22 alemany es va estavellar a Goose Bay, Canadà, a causa d'una fallada en els motors; van morir els dos tripulants.[web 76]
- El 21 d'abril de 2004, es va tornar a produir un accident entre dos IDS alemanys (matrícules 45+18 i 44+24) mentre realitzaven un abastiment en vol amb un tanc buddy al nord d'Alemanya; els tripulants del primer avió es van salvar però els del segon van morir.[web 76]

## Exemplars exposats
Encara que el Tornado segueix estant operatiu, hi ha alguns aparells antics que estan exposats públicament. A continuació es llisten alguns exemples:
- Prototip Tornado P.02 XX946 exposat al Museu de la RAF de Cosford, Anglaterra.
- Prototip Tornado P.03 XX947 exposat a l'Aeroport de Shoreham, Anglaterra.
- Els Tornado GR.1 XZ631 i ZA354 exposats al Museu de l'Aire de Yorkshire, Elvington, Anglaterra.
- Tornado GR.1 ZA362 exposat al Museu de l'Aviació de Highland, Inverness, Escòcia.
- Tornado GR.1 ZA374 exposat al Museu Nacional de la Força Aèria dels Estats Units, Wright Patterson, Ohio, Estats Units.
- Tornado GR.1 ZA457 exposat al Museu de la RAF de Londres, Anglaterra.
- Tornado GR.1 ZA465 exposat al Museu Imperial de la Guerra, Duxford, Anglaterra.
- Tornado F.3 ZE934 exposat al Museu Nacional del Vol, East Fortune, Escòcia.
- Tornado F.3 MM7210 exposat al Museu de la Força Aèria Italiana, Vigna di Valle, Itàlia.
- Tornado IDS 44+56 exposat al Luftwaffenmuseum, Berlín, Alemanya.

## Especificacions (Tornado GR.4)
Dades de International Warbirds: An Illustrated Guide to World Military Aircraft, 1914-2000
Característiques generals
- Tripulació: 2 (pilot i navegant)
- Longitud: 16.72
- Envergadura: (ala de geometria variable)
  - Amb fletxa de 25°: 13,91 m
  - Amb fletxa de 67°: 8,60 m
- Alçada: 5.95
- Superfície de l'ala 26.6
- Pes buit: 13890
- Pes carregat: 28000
- Motor: 2× turboventilador amb postcombustió Turbo-Union RB199-34R Mk.103 
  - Impuls normal: 9850 lbf  cada un
  - Impuls amb postcremador: 17270 lbf cada un

 Rendiment 
- Velocitat màxima: (Mach 2,34) (2417.6)
- Abast: 1390  amb càrrega de combat típica
- Abast en trasllat: 3890  amb quatre tancs de combustible auxiliars
- Sostre de servei: 15240
- Ràtio d'ascens: 76.7

Armament

- Metralladores: canons revòlver Mauser BK 27 de 27 mm muntats internament en la part inferior a banda i banda del morro, cadascun amb 180 projectils.
- Punts d'ancoratge: 3× suports pesants i 4× lleugers sota el fuselatge, 4× pilones subalars rotatius (a causa de la geometria variable) per portar un màxim de 9.000 kg de càrrega, els pilones del costat intern disposen de rails laterals per 2× míssils aire-aire de curt abast cadascun amb una capacitat de 

  -     - 4× tancs de combustible externs per a vol en ferri, missions de llarg abast o amb més temps de vago.
    - Contenidor de reconeixement RAPTOR
    - Contenidor de designació d'objectius RAFAEL LITENING
    - Contenidor apuntador làser TIALD
- Coets: 2
- Míssils: 

  -     - Míssils aire-aire:
      - AIM-9 Sidewinder o IRIS-T o AIM-132 ASRAAM per a autodefensa

    - Míssils aire-superfície:
      - 6× AGM-65 Maverick
      - 12× Míssils antitancs Brimstone
      - 4× Míssils de creuer Storm Shadow o Taurus KEPD 350
      - 2× Míssils antibuc AS.34 Kormoran o Bae Sea Eagle
      - Míssils antirradiació:
        - 4× AGM-88 HARM o
        - 9× ALARM
- Bombes: 

  -     - Bombes de dispersió antitancs BL755
    - Bombes guiades per satèl·lit JDAM
    - Bombes guiades per làser de la sèrie Paveway
    - Bombes planejadores amb sistema de guiat GPS/electro-òptic HOPE/HOSBO
    - 2× Dispensadores de submunicions antipista JP233 o MW-1
    - 4× Bombes nuclears tàctiques B61 o WE.177Aviònica
- Radar combinat de traçat de mapes i seguiment del terreny Raytheon Systems Decca Doppler Tipus 72
- Receptor de sistema de posicionament global (GPS)
- Infraroig d'escombratge frontal (FLIR)
- Head-up display (HUD) de gran angular
- BAE Systems TARDIS (Tornado Advanced Radar Display Information System)

### Aeronaus similars
- Grumman F-14 Tomcat
- Mikoyan-Gurevich MiG-23
- Sukhoi Su-24
- Sukhoi Su-30, Sukhoi Su-34, Sukhoi Su-35

### Seqüències de designació
- Principals projectes de desenvolupament d'avions de combat multinacionals europeus:
  - Eurofighter Typhoon -

### Llocs web
1. ↑  «British-French Work On New Military Plane Periled by Cost Fight» (en anglès).   Wall Street Journal, 22-06-1967. Arxivat de l'original el 2012-11-02. [Consulta: 19 abril 2025].
2. ↑  «European Nations Pla Mammoth Military Aircraft» (en anglès).   Sarasota Journal, 14-01-1969.[Enllaç no actiu]
3. ↑  Prototip P.04 alemany al maig de 1976, Prototip P.02 britànic al setembre de 1980 Airliners.net.
4. 1 2 3 4  Panavia Managing Tornado. «Workshare» (en anglès).   panavia.de. [Consulta: 17 abril 2011].
5. ↑  «Workshare» (en anglès).   Panavia Managing Tornado. [Consulta: 12 abril 2011].
6. 1 2 3  Wellington Long. «Swing-Wing Wonder Weapon Is Going Into Production» (en anglès).   Ludington Daily News, 24-08-1976.[Enllaç no actiu]
7. ↑  Paul Lewis. «Europe's Fighter Jet Program: Tornado Offers Competition for O.S. Concerns Project Valued at $17 Billion» (en anglès).   The New York Times, 13-11-1979.
8. ↑  David Mutch. «NAT plane found to be spy target» (en anglès).   Christian Science Monitor, 18-08-1976.[Enllaç no actiu]
9. 1 2 3  Chris Corkish. «Prototypes» (en anglès).   tornado-data.com. [Consulta: 16 abril 2011].
10. ↑  Chris Corkish. «A.01» (en anglès).   tornado-data.com. [Consulta: 16 abril 2011].
11. ↑  Chris Corkish. «Pre series» (en anglès).   tornado-data.com. [Consulta: 16 abril 2011].
12. ↑  Chris Corkish. «P.16» (en anglès).   tornado-data.com. [Consulta: 16 abril 2011].
13. ↑  Drew Middleton. «Military Analysis: West Germany Is Modernizing Military Forces» (en anglès).   The New York Times, 23-09-1979.
14. ↑  Gary Parsons. «TTTEnd of an era» (en anglès).   airsceneuk.org.uk, 19-01-2011. Arxivat de l'original el 2004-07-18. [Consulta: 5 juny 2017].
15. ↑  Geoff Hoon. «Al Yamamah Contracts» (en anglès).   Hansard, 25-05-2004. [Consulta: 19 gener 2011].
16. ↑  C. Hirst. «The Arabian Connection: The UK Arms Trade to Saudi Aràbia» (en anglès).   Financial Times, 09-07-1988. Arxivat de l'original el 2008-09-22. [Consulta: 5 juny 2017].
17. ↑  Chris Corkish. «Oman» (en anglès).   tornado-data.com. [Consulta: 16 abril 2011].[Enllaç no actiu]
18. ↑  Guillermo Medina. «El programa FACA: motius d'una decisió» (en espanyol).   El País. [Consulta: 9 març 2012].
19. ↑  Chris Corkish. «Batch Data» (en anglès).   tornado-data.com. [Consulta: 16 abril 2011].
20. ↑  Drew Middleton. «Europe worried about nuclear defence arsenal» (en anglès).   Eugene Register-Guard, 11-10-1979. [Consulta: 12 abril 2011].[Enllaç no actiu]
21. ↑  «Weapon detail and No.15 Squadron data for 1984» (en anglès).   nuclear-weapons.info. [Consulta: 19 gener 2011].
22. 1 2 3  Rebecca Grant. «Nukes for NAT» (en anglès).   Airforce-magazine.com, 01-07-2010. [Consulta: 20 abril 2011].[Enllaç no actiu]
23. ↑  Chris Corkish. «Engines» (en anglès).   tornado-data.com. [Consulta: 4 setembre 2011].
24. ↑  Chris Corkish. «Systems» (en anglès).   tornado-data.com. [Consulta: 16 abril 2011].
25. ↑  «Tornado Multirole Combat Fighter, Europe» (en anglès).   airforce-technology.com. [Consulta: 4 setembre 2011].
26. ↑  Daniel Henwood. «Panavia Tornado» (en anglès).   unsd.macrossroleplay.org. Arxivat de l'original el 2008-08-29. [Consulta: 4 setembre 2011].
27. 1 2  «Bundestagsdrucksache 16/2456 vom 25. August 2006» (PDF) (en alemany).   Deutscher Bundestag, 25-08-2006. [Consulta: 20 abril 2011].
28. ↑  Christopher Hope. «Saudis handed £17m of free arms» (en anglès).   Telegraph.co.uk, 21-08-2006. [Consulta: 20 abril 2011].
29. ↑  «PANAVIA TORNADO IDS» (en anglès).   www.warmachines.50g.com. Arxivat de l'original el 2003-03-06. [Consulta: 20 abril 2011].
30. ↑  Cobham plc. «Cobhanm 28-300 Series» (PDF) (en anglès).   cobham.com. Arxivat de l'original el 2016-03-04. [Consulta: 26 abril 2011].
31. ↑  Tim Ripley. «UK Tornado force expands use of Litening pod for Afghan mission» (PDF) (en anglès).   rafael.co.il. Arxivat de l'original el 2011-09-14. [Consulta: 28 abril 2011].
32. ↑  R. Sabatini, F. Guercio, A. Marciante, G. Camp. «Laser guided bombs and Convertible Designation Pod integration on Italian Tornado-IDS» (PDF) (en anglès).   sfte-ec.se. [Consulta: 20 abril 2011].[Enllaç no actiu]
33. 1 2 3  Royal
 Air Force. «Tornado GR4/GR4A» (en anglès).   raf.mod.uk. Arxivat de l'original el 2011-04-05. [Consulta: 20 abril 2011].
34. ↑  Defense Update. «German Tornados, UAVs to Improve Intelligence Gathering over Afghanistan» (en anglès).   defense-update.com. Arxivat de l'original el 2011-01-05. [Consulta: 20 abril 2011].
35. ↑  Jane's Information Group. «Sky Shadow ECM pod (United Kingdom), Airborne electronic warfare (EW) systems» (en anglès).   articles.janes.com, 24-08-2010. [Consulta: 20 abril 2011].[Enllaç no actiu]
36. 1 2  Jane's Information Group. «Tornado Self-Protection Jammer (TSPJ) (International), Airborne active and passive countermeasures systems and defensive aids suites (DAS)» (en anglès).   articles.janes.com, 23-09-2010. [Consulta: 20 abril 2011].[Enllaç no actiu]
37. ↑  Daniel Henwood. «Panavia Tornado» (en anglès).   unsd.macrossroleplay.org. Arxivat de l'original el 2008-08-29. [Consulta: 20 abril 2011].
38. ↑  Saab. «BOZ-EC Enhanced Pod with CM and MAW» (PDF) (en anglès).   saabgroup.com. Arxivat de l'original el 2014-02-11. [Consulta: 30 abril 2011].
39. ↑  «Tornado F3» (en anglès).   Royal Air Force. Arxivat de l'original el 2008-03-14. [Consulta: 26 març 2008].
40. ↑  BAE Systems plc. «BAE SYSTEMS Receives $70 Million Contract For Radar Map Display Subsystem On O.K. Tornado Aircraft» (en anglès).   baesystems.com, 09-02-2004. Arxivat de l'original el 2010-09-08. [Consulta: 22 gener 2012].
41. 1 2 3  Renzo Sacchetti «Italy's British Tornados» (en anglès). Air Forces Monthly. Key Publishing, 10-2003, pàg. 50.
42. ↑  Craig Hoyle. «UK retires last Tornado F3 fighters» (en anglès).   Flightglobal, 22-03-2011. Arxivat de l'original el 2011-08-21. [Consulta: 21 abril 2011].
43. ↑  NAT ISAF Press Release. «German "Tornado" aircraft deploy to Mazar-i Sharif» (en anglès).   nato.int, 06-04-2007. Arxivat de l'original el 2017-10-10. [Consulta: 24 abril 2011].
44. ↑  «Avions alemanys Tornado aterren a Afganistan» (en castellà).   adnmundo.com, 05-04-2007. Arxivat de l'original el 2008-02-20. [Consulta: 23 febrer 2008].
45. ↑  «Panavia Tornado - Losses & Ejections» (en anglès).   www.ejection-history.org.uk. Arxivat de l'original el 2011-07-22. [Consulta: 20 abril 2011].
46. ↑  Craig Hoyle. «Saudi Arabia reveals progress of Tornado upgrade» (en anglès).   Flight International, 18-09-2007. Arxivat de l'original el 2020-06-04. [Consulta: 22 abril 2011].
47. ↑  Associated Press. «Saudis bomb Iemen rebels across border» (en anglès).   5-11-2009.
48. ↑  «Italy Sends Plane to Replace Lost Jet» (en anglès).   Los Angeles Times, 20-01-1991.[Enllaç no actiu]
49. ↑  Red River Valley Fighter Pilots Assn. «Prisoners of War and Missing in Action Servicemen - COCCIOLONE, MAURIZIO» (en anglès).   pownetwork.org. [Consulta: 26 abril 2011].
50. ↑  Lucca Peruzzi. «Four Italian Tornados head for Afghanistan» (en anglès).   Flight International, 21-11-2008. Arxivat de l'original el 2009-04-15. [Consulta: 26 abril 2011].
51. ↑  Rai News 24. «La Russa: Prest altri aerei italiani» (en italià).   Rainews24.it, 21-03-2011. Arxivat de l'original el 2012-03-20. [Consulta: 26 abril 2011].
52. ↑  Agencies. Roma. «Avions italians deixen 'inservibles' radars a Líbia» (en espanyol).   Sipse.com, 21-03-2011. [Consulta: 26 abril 2011].[Enllaç no actiu]
53. ↑  Ministeri de Defensa Britànic. «RAF Aircraft in Operation Granby» (en anglès).   raf.mod.uk. Arxivat de l'original el 2011-10-11. [Consulta: 27 octubre 2006].
54. ↑  Ministeri de Defensa Britànic. «RAF Tornado Aircraft Losses - Statement on the Loss of RAF Tornado Aircraft in Combat During the Conduct of Air Operations against l'Iraq» (en anglès).   raf.mod.uk. Arxivat de l'original el 2011-10-11. [Consulta: 27 octubre 2006].
55. 1 2  Chris Corkish. «Tornado data» (PDF) (en anglès).   tornado-data.com. Arxivat de l'original el 2016-03-03. [Consulta: 28 abril 2011].
56. ↑  Jan Savarik. «Iraqi air-air victories during the Gulf War 1991» (PDF) (en anglès).   safarikovi.org.com, 03-01-2008. [Consulta: 7 desembre 2009].
57. ↑  Flight Safety Foundation. «ASN Aircraft accident 22-JAN-1991 Panavia Tornado GR1 ZA467» (en anglès).   www.aviation-safety.net. [Consulta: 21 desembre 2009].
58. ↑  «Unrest as Tornados hit Iraq again» (en anglès).   BBC News, 18-12-1998.
59. ↑  Andrew Marshall. «Iraq fires missiles at RAF Tornado» (en anglès).   The
 Independent, 31-12-1998.
60. ↑  John Davidson. «Iraq crise: MoD declares Tornado bomb raids a success» (en anglès).   The
 Independent, 23-12-1998.
61. ↑  BAE Systems plc. «BAE Systems Investor Brief - June 2003» (en anglès).   baesystems.com, 30-06-2003. [Consulta: 2 octubre 2006].
62. ↑  Stewart Payne. «Missile alerts at Tornado base after bombing raids» (en anglès).   The
 Telegraph, 21-03-2003.
63. ↑  Michael Evans. «Tornado Crew Shot Down After Friend-or-Foe System Failed» (en anglès).   The Times, 15-05-2004. [Consulta: 28 abril 2011].[Enllaç no actiu]
64. ↑  BBC News. «RAF Tornado Downed by US Missile» (en anglès).   news.bbc.co.uk, 23-03-2003. [Consulta: 28 abril 2011].
65. 1 2 3  Chris Corkish. «RAF Crash Data» (en anglès).   tornado-data.com. Arxivat de l'original el 2016-03-03. [Consulta: 17 maig 2011].
66. ↑  Michael Smith. «US 'clears' crew who shot down Tornado» (en anglès).   The
 Telegraph, 16-07-2003.
67. ↑  Neil Tweedie. «US fighter shot down by Patriot missile» (en anglès).   The
 Telegraph, 03-04-2003.
68. ↑  Rebecca Leung. «The Patriot Flawed» (en anglès).   CBS News, 05-12-2007.
69. ↑  «RAF Ends 18 Years of Combat Operations in Iraqi Skies» (en anglès).   defpro.com, 05-06-2009. Arxivat de l'original el 2015-09-23. [Consulta: 5 juny 2017].
70. ↑  Craig Hoyle. «RAF Tornados to replace Harriers in Afghanistan» (en anglès).   flightglobal.com, 17-06-2008. [Consulta: 23 setembre 2010].
71. ↑  Richard Norton-Taylor i Nicholas Watt. «MoD pays extra £2.7bn for unwanted Typhoons» (en anglès).   The Guardian, 15-10-2010. [Consulta: 2 novembre 2010].
72. ↑  HM Government. «Securing Britain in an Age of Uncertainty: The Strategic Defence and Security Review» (PDF) (en anglès).   direct.gov.uk, 19-10-2010. Arxivat de l'original el 2014-09-06. [Consulta: 30 octubre 2010].
73. ↑  BBC News. «Libya: UK plans to be deployed» (en anglès).   bbc.co.uk, 18-03-2011. [Consulta: 28 abril 2011].
74. ↑  BBC News. «Libya: British missiles fired at military sites» (en anglès).   bbc.co.uk, 20-03-2011. [Consulta: 28 abril 2011].
75. ↑  Royal Air Force. «Operational update on Libya - 25 March» (en anglès).   raf.mod.uk, 25-03-2011. [Consulta: 25 maig 2011].
76. 1 2 3 4 5  Chris Corkish. «German Crash Data» (en anglès).   tornado-data.com. Arxivat de l'original el 2008-09-05. [Consulta: 17 maig 2011].
77. ↑  Chris Corkish. «RSAF Crash Data» (en anglès).   tornado-data.com. Arxivat de l'original el 2008-09-05. [Consulta: 17 maig 2011].
78. ↑  Chris Corkish. «Italian Crash Data» (en anglès).   tornado-data.com. Arxivat de l'original el 2008-11-20. [Consulta: 17 maig 2011].
79. ↑  Chris Corkish. «P.08» (en anglès).   tornado-data.com. [Consulta: 16 abril 2011].
80. ↑  Chris Corkish. «P.04» (en anglès).   tornado-data.com. [Consulta: 16 abril 2011].
81. 1 2  «Panavia Tornado in German Service - Losses & Ejections» (en anglès).   www.ejection-history.org.uk. Arxivat de l'original el 2012-06-30. [Consulta: 20 abril 2011].
82. ↑  Chris Corkish. «Surviving airframes» (en anglès).   tornado-data.com. [Consulta: 22 abril 2011].

### Obres
1. 1 2 3 4 5  Segell, 1997, p. 124.
2. ↑  Willox, 2002, p. 11.
3. 1 2 3  Joe Alex Jr. Morris «Messerschmitt Back In Business» (en anglès). St. Petersburg Times, 30-04-1969.
4. 1 2 3  Scutts, 2000, p. 53.
5. ↑  Jefford, 2002, p. 25.
6. ↑  Haglund, 1989, p. 47–48.
7. ↑  Jefford, 2002, p. 28.
8. 1 2 3  Haglund, 1989, p. 48.
9. ↑  Jefford, 2002, p. 26.
10. ↑  Haglund, 1989, p. 49.
11. ↑  Jefford, 2002, p. 28–29.
12. ↑  Haglund, 1989, p. 52, 56.
13. 1 2 3  Segell, 1997, p. 125.
14. 1 2 3  J.D. Eagles «Preparing a Bomber Destroyer: the Panavia Tornado ADV» (en anglès). Putnam Aeronautical Review (Naval Institute Press), Volum 2, 1991, pàg. 88.[Enllaç no actiu]
15. 1 2 3  Taylor, 2001, p. 189–190.
16. ↑  Jefford, 2002, p. 89–90.
17. ↑  Taylor, 1987, p. 58.
18. ↑  Allen i Rigsbee, 2000, p. 78.
19. 1 2  Phythian, 2000.
20. ↑  Ball, 1979, p. 19.
21. ↑  Jenkins, 2000, p. 86.
22. ↑  Martin, 1996, p. 253.
23. ↑  Guy Martin «All The World's Tornados». Air Forces Monthly, 10-2008, pàg. 56 [Consulta: 27 agost 2008].
24. 1 2 3 4  Frédriksen, 2001, p. 255.
25. ↑  Jefford, 2002, p. 26, 50.
26. ↑  Jefford, 2002, p. 50.
27. ↑  Jefford, 2002, p. 51.
28. ↑  Jefford, 2002, p. 54.
29. ↑  Jefford, 2002, p. 54–55.
30. ↑  Jefford, 2002, p. 55.
31. ↑  Evans, 1999, p. 97–99.
32. ↑  Evans, 1999, p. 97.
33. ↑  Steve Davies «German SEAD: The Tornado ECRs of JaBoG 32». Air Forces Monthly. Key Publishing, 3-2003, pàg. 32.
34. ↑   «First Tornado IT-ECR for 50° Stormo». Air Forces Monthly. Key Publishing, 6-1998.
35. ↑  Haglund, 1989, p. 70.
36. ↑  J.D. Eagles «Preparing a Bomber Destroyer: the Panavia Tornado ADV» (en anglès). Putnam Aeronautical Review (Naval Institute Press), Volum 2, 1991, pàg. 91.[Enllaç no actiu]
37. ↑  Taylor, 1975–1976, p. 71.
38. ↑  Lake, 1998, p. 128.
39. ↑  Lake, 1998, p. 128, 130.
40. ↑  Lake, 1998, p. 132.
41. ↑  Associated Press «German plans see first action since 1945» (en anglès). The Victoria Advocate, 02-09-1995 [Consulta: 25 abril 2011].[Enllaç no actiu]
42. ↑  Owen, 2000, p. 246.
43. ↑  Trevor, 1996, p. 41.
44. ↑  Lake, 1998, p. 129.
45. ↑  Wertheim, 2007, p. 242.
46. ↑   «Germany Announces Major Armed Forces Cuts». Air Forces Monthly, 3-2004, pàg. 8 [Consulta: 19 octubre 2006].
47. ↑  David Fairhill «Britain signs 6 billion pounds Saudi arms contract» (en anglès). The Guardian, 09-07-1988.
48. ↑  Clark, 1993, p. 14.
49. ↑   «First Upgraded Tornado Re-delivered to Royal Saudi Air Force». Air Forces Monthly, 2-2008, pàg. 19.
50. ↑  Renzo Sacchetti «Italy's British Tornados» (en anglès). Air Forces Monthly. Key Publishing, 10-2003.
51. ↑  Donald i Chant, 2001, p. 42.
52. ↑   «First Italian MLU Tornado» (en anglès). Air Forces Monthly, 2-2004, pàg. 7 [Consulta: 19 octubre 2006].
53. ↑   «First Upgraded Italian Tornado on Show» (en anglès). Air Forces Monthly, 9-2004, pàg. 18 [Consulta: 19 octubre 2006].
54. ↑  Clark, 1993, p. 10.
55. ↑  Evans, 1999, p. 66–68.
56. ↑  Szejnmann, 2009, p. 217.
57. ↑  Lawrence, 2002.
58. ↑  Lowry, 2008, p. 8.
59. ↑  Cox i Gray, 2002, p. 297.
60. ↑  Clark, 1993, p. 30.
61. ↑  Lowry, 2008, p. 37.
62. ↑  Olsen, 2011, p. 54.
63. ↑  Koch i Long, 2003, p. 82.
64. ↑  Szejnmann, 2009, p. 223.
65. ↑  Cordesman, 2003, p. 298.
66. ↑  Cordesman, 2003, p. 339–340.